# Persone di nome Charles
| Questa pagina contiene informazioni ricavate automaticamente dalle voci biografiche con l'ausilio del template Bio e di un bot. L'aggiornamento è periodico e automatico e ricostruisce completamente la pagina. Se manca una persona in questa lista, sei pregato di non aggiungerla, ma accertati piuttosto che la sua voce biografica contenga il template Bio e che i dati anagrafici siano correttamente compilati. Se il template Bio manca, inseriscilo tu stesso o, in alternativa, metti l'avviso {{tmp\|Bio}} che ne segnala la mancanza. Se i dati riportati sono sbagliati, correggi direttamente la voce biografica; le modifiche saranno visibili in questa lista entro pochi giorni. Per chiarimenti vedi il progetto antroponimi. La lista contiene solo le 2.259 persone che sono citate nell'enciclopedia e per le quali è stato implementato correttamente il template Bio. Pagina aggiornata al 6 ago 2025. |

Questa è una lista di persone presenti nell'enciclopedia che hanno il nome Charles, suddivise per attività principale.

## Allenatori di baseball(1)
- Casey Stengel, allenatore di baseball e giocatore di baseball statunitense (Kansas City, n. 1890 - Glendale, † 1975)

## Allenatori di calcio(12)
- Charles Akonnor, allenatore di calcio e ex calciatore ghanese (Accra, n. 1974)
- C.J. Brown, allenatore di calcio e ex calciatore statunitense (Eugene, n. 1975)
- Charles Fabian, allenatore di calcio e ex calciatore brasiliano (Itapetinga, n. 1968)
- Charles Cook, allenatore di calcio e ex calciatore britannico (n. 1972)
- Charles Fosset, allenatore di calcio e calciatore francese (Montigny-lès-Metz, n. 1910 - Jarny, † 1989)
- Charles Griffiths, allenatore di calcio e calciatore inglese (Rugby, n. 1882 - Rugby, † 1936)
- Charles Kumi Gyamfi, allenatore di calcio e calciatore ghanese (Accra, n. 1929 - Accra, † 2015)
- Charles Livingstone Mbabazi, allenatore di calcio e ex calciatore ugandese (Mulago, n. 1980)
- Charlie Mitten, allenatore di calcio e calciatore inglese (Rangoon, n. 1921 - Stockport, † 2002)
- Charles Muhlauri, allenatore di calcio zimbabwese (Bulawayo, n. 1969)
- Charles Samoy, allenatore di calcio e ex calciatore francese (Escaudain, n. 1939)
- Charles Albert Williams, allenatore di calcio e calciatore inglese (Londra, n. 1873 - Rio de Janeiro, † 1952)

## Allenatori di football americano(3)
- Chip Kelly, allenatore di football americano statunitense (Dover, n. 1963)
- Freddie Kitchens, allenatore di football americano statunitense (Gadsden, n. 1974)
- Chuck Knox, allenatore di football americano statunitense (Sewickley, n. 1932 - † 2018)

## Allenatori di pallacanestro(7)
- Chuck Daly, allenatore di pallacanestro statunitense (St. Marys, n. 1930 - Jupiter, † 2009)
- Charley Eckman, allenatore di pallacanestro e arbitro di pallacanestro statunitense (Baltimora, n. 1921 - Baltimora, † 1995)
- Charles Lee, allenatore di pallacanestro e ex cestista statunitense (Washington, n. 1984)
- C.M. Newton, allenatore di pallacanestro, cestista e giocatore di baseball statunitense (Rockwood, n. 1930 - Tuscaloosa, † 2018)
- Charles Oakley, allenatore di pallacanestro statunitense (Cleveland, n. 1963)
- Charlie Spoonhour, allenatore di pallacanestro statunitense (Mulberry, n. 1939 - Chapel Hill, † 2012)
- Charley Wolf, allenatore di pallacanestro statunitense (Covington, n. 1926 - † 2022)

## Allenatori di sci alpino(1)
- Felix McGrath, allenatore di sci alpino e ex sciatore alpino statunitense (Princeton, n. 1963)

## Alpinisti(1)
- Charles Comyns Tucker, alpinista e esploratore inglese (n. 1843 - † 1922)

## Altisti(3)
- Charles Austin, ex altista statunitense (Bay City, n. 1967)
- Charles Dumas, altista statunitense (Tulsa, n. 1937 - Inglewood, † 2004)
- Chilla Porter, altista e politico australiano (Brisbane, n. 1936 - Perth, † 2020)

## Ambasciatori(2)
- Charles Nicolas Fabvier, ambasciatore e generale francese (Pont-à-Mousson, n. 1782 - Parigi, † 1855)
- Charles de Ferriol, ambasciatore francese (n. 1652 - † 1722)

## Ammiragli(17)
- Charles Carter Drury, ammiraglio canadese (Rothesay, n. 1846 - Londra, † 1914)
- Charles Henri Dumesnil, ammiraglio francese (Chanu, n. 1868 - Parigi, † 1946)
- Charles Forbes, ammiraglio inglese (Colombo, n. 1880 - † 1960)
- Charles Hamilton, ammiraglio scozzese (n. 1747 - Fir Hill, † 1825)
- Charles Holmes, ammiraglio e politico inglese (Yarmouth, n. 1711 - Giamaica, † 1761)
- Charles Jacquinot, ammiraglio e generale francese (Nevers, n. 1796 - Tolone, † 1879)
- Charles Knowles, I baronetto, ammiraglio britannico (n. 1704 - Londra, † 1777)
- Charles Butler McVay III, ammiraglio statunitense (Ephrata, n. 1898 - Litchfield, † 1968)
- Charles Middleton, I barone Barham, ammiraglio britannico (Leith, n. 1726 - Teston, † 1813)
- Charles John Napier, ammiraglio britannico (Falkirk, n. 1786 - Londra, † 1860)
- Charles Platon, ammiraglio e politico francese (Pujols, n. 1886 - Valojoulx, † 1944)
- Charles Rigault de Genouilly, ammiraglio francese (Rochefort, n. 1807 - Parigi, † 1873)
- Charles de Sainte-Maure, marchese d'Augé, ammiraglio francese (Oriolles, n. 1655 - Parigi, † 1744)
- Charles Saunders, ammiraglio britannico (Doncaster, n. 1715 - Londra, † 1775)
- Philippe de Scitivaux, ammiraglio e aviatore francese (Rosnay, n. 1911 - Tolone, † 1986)
- Charles Wager, ammiraglio e politico inglese (Rochester, n. 1666 - Chelsea, † 1743)
- Charles Yorke, IV conte di Hardwicke, ammiraglio e politico inglese (Hamble-le-Rice, n. 1799 - † 1873)

## Animatori(1)
- Charles August Nichols, animatore e regista cinematografico statunitense (Milford, n. 1910 - Los Angeles, † 1992)

## Antiquari(3)
- Charles César Baudelot de Dairval, antiquario francese (Parigi, n. 1648 - † 1722)
- Charles Alexander de Cosson, antiquario britannico (Durham, n. 1846 - Firenze, † 1929)
- Charles Roach Smith, antiquario, numismatico e archeologo britannico (Shanklin, n. 1807 - Strood, † 1890)

## Antropologi(3)
- Charles M. Hudson, antropologo statunitense (Kentucky, n. 1932 - Frankfort, † 2013)
- Charles Joisten, antropologo, etnologo e mitografo francese (Langres, n. 1936 - Grenoble, † 1981)
- Charles H. Kraft, antropologo e linguista statunitense (n. 1932)

## Arabisti(4)
- Charles Barbier de Meynard, arabista, iranista e turcologo francese (Mar Mediterraneo, n. 1826 - Parigi, † 1908)
- Charles Pellat, arabista e islamista francese (Souk Ahras, n. 1914 - Bourg-la-Reine, † 1992)
- Charles Pierre Henri Rieu, arabista svizzero (Ginevra, n. 1820 - Londra, † 1902)
- Charles Ambrose Storey, arabista e iranista britannico (Consett, n. 1888 - Hove, † 1968)

## Arbitri di calcio(1)
- Charles Corver, arbitro di calcio olandese (Leida, n. 1936 - Leidschendam, † 2020)

## Archeologi(13)
- Charles Conrad Abbott, archeologo e naturalista statunitense (Trenton, n. 1843 - Bristol, † 1919)
- Charles Ernest Beulé, archeologo, politico e numismatico francese (Saumur, n. 1826 - Parigi, † 1874)
- Charles Étienne Brasseur de Bourbourg, archeologo belga (Bourbourg, n. 1814 - Nizza, † 1874)
- Charles Simon Clermont-Ganneau, archeologo e orientalista francese (Parigi, n. 1846 - Parigi, † 1923)
- Charles Dawson, archeologo britannico (Tulketh Hall, n. 1864 - Lewes, † 1916)
- Charles Huleatt, archeologo, calciatore e allenatore di calcio inglese (Folkestone, n. 1863 - Messina, † 1908)
- Charles Lenormant, archeologo, numismatico e egittologo francese (Parigi, n. 1802 - Atene, † 1859)
- Charles McBurney, archeologo statunitense (Stockbridge, n. 1914 - † 1979)
- Charles Thomas Newton, archeologo britannico (Bredwardine, n. 1816 - Margate, † 1894)
- Charles Martin Robertson, archeologo, poeta e traduttore britannico (Cambridge, n. 1911 - Cambridge, † 2004)
- Charles Félix Marie Texier, archeologo e architetto francese (Versailles, n. 1802 - Parigi, † 1871)
- Charles Waldstein, archeologo e tiratore a segno statunitense (New York, n. 1856 - Napoli, † 1927)
- Leonard Woolley, archeologo britannico (Londra, n. 1880 - Londra, † 1960)

## Architetti(25)
- Charles Robert Ashbee, architetto, designer e decoratore britannico (Isleworth, n. 1863 - Londra, † 1942)
- Charles B. Atwood, architetto e disegnatore statunitense (Charlestown, n. 1849 - Chicago, † 1896)
- Charles Barry, architetto inglese (Londra, n. 1795 - Londra, † 1860)
- Charles Bulfinch, architetto statunitense (Boston, n. 1763 - Boston, † 1844)
- Charles Cameron, architetto scozzese (n. 1746 - † 1812)
- Charles Chipiez, architetto francese (n. 1835 - † 1901)
- Charles Robert Cockerell, architetto e archeologo britannico (Londra, n. 1788 - Londra, † 1863)
- Charles Correa, architetto, urbanista e attivista indiano (Hyderabad, n. 1930 - Mumbai, † 2015)
- Charles De Wailly, architetto francese (Parigi, n. 1730 - Parigi, † 1798)
- Greene and Greene, architetto statunitense (n. 1868 - † 1957)
- Charles Gwathmey, architetto statunitense (Charlotte, n. 1938 - New York, † 2009)
- Charles C. Hartmann, architetto statunitense (New York, n. 1889 - Greensboro, † 1977)
- Charles Holden, architetto e designer inglese (Bolton, n. 1875 - Harmer Green, † 1960)
- Charles L'Eplattenier, architetto, pittore e scultore svizzero (Neuchâtel, n. 1874 - Doubs, † 1946)
- Charles Lanyon, architetto britannico (Eastbourne, n. 1813 - Whiteabbey, † 1889)
- Charles Rennie Mackintosh, architetto, designer e pittore scozzese (Glasgow, n. 1868 - Londra, † 1928)
- Charles Follen McKim, architetto statunitense (n. 1847 - † 1909)
- Charles Moore, architetto statunitense (Benton Harbor, n. 1925 - Austin, † 1993)
- Charles Percier, architetto francese (Parigi, n. 1764 - Parigi, † 1838)
- Charles Adams Platt, architetto, pittore e incisore statunitense (New York, n. 1861 - New York, † 1933)
- Charles Plumet, architetto, decoratore e ceramista francese (Cirey-sur-Vezouze, n. 1861 - Parigi, † 1928)
- Charles Mason Remey, architetto statunitense (Burlington, n. 1874 - † 1974)
- Charles Ribart, architetto francese
- Charles Harrison Townsend, architetto inglese (Birkenhead, n. 1851 - † 1928)
- Charles Francis Annesley Voysey, architetto britannico (Hessle, n. 1857 - Winchester, † 1941)

## Architetti del paesaggio(2)
- Charles Bridgeman, architetto del paesaggio inglese (n. 1690 - † 1738)
- Charles Jencks, architetto del paesaggio statunitense (Baltimora, n. 1939 - Londra, † 2019)

## Archivisti(2)
- Hilary Jenkinson, archivista britannico (Streatham, n. 1882 - Londra, † 1961)
- Charles Samaran, archivista e storico francese (Cravencères, n. 1879 - Nogaro, † 1982)

## Arcieri(4)
- Gustave Cabaret, arciere francese (Claye-Souilly, n. 1866 - Parigi, † 1918)
- Charles Hubbard, arciere statunitense (Cincinnati, n. 1849 - Hamilton, † 1923)
- Charles Frédéric Petit, arciere francese (Carnières, n. 1857 - Caudry, † 1947)
- Charles Woodruff, arciere statunitense (Cincinnati, n. 1844 - Cincinnati, † 1927)

## Arcivescovi anglicani(2)
- Charles Longley, arcivescovo anglicano britannico (Rochester, n. 1794 - Croydon, † 1868)
- Charles Manners-Sutton, arcivescovo anglicano britannico (n. 1755 - Lambeth, † 1828)

## Arcivescovi cattolici(10)
- Charles John Brown, arcivescovo cattolico statunitense (New York, n. 1959)
- Charles Joseph Chaput, arcivescovo cattolico statunitense (Concordia, n. 1944)
- Charles Le Goux de la Berchère, arcivescovo cattolico francese (Vif, n. 1647 - Narbona, † 1719)
- Charles Jason Gordon, arcivescovo cattolico trinidadiano (Port of Spain, n. 1959)
- Charles Heerey, arcivescovo cattolico e missionario irlandese (Clonkeiffy, n. 1890 - Onitsha, † 1967)
- Charles-Maurice Le Tellier, arcivescovo cattolico francese (Torino, n. 1642 - Reims, † 1710)
- Charles Asa Schleck, arcivescovo cattolico statunitense (Milwaukee, n. 1925 - South Bend, † 2011)
- Charles Scicluna, arcivescovo cattolico maltese (Toronto, n. 1959)
- Charles Edward Tamba, arcivescovo cattolico sierraleonese (Kainkordu, n. 1956)
- Charles Coleman Thompson, arcivescovo cattolico statunitense (Louisville, n. 1961)

## Artisti(7)
- Charles Blackman, artista australiano (Sydney, n. 1928 - Sydney, † 2018)
- Charles Bird King, artista statunitense (Newport, n. 1785 - Washington, † 1862)
- Charles R. Knight, artista statunitense (Brooklyn, n. 1874 - Manhattan, † 1953)
- Charles Ortega, artista francese (Orano, n. 1925 - Châteauneuf-Grasse, † 2006)
- Charles Franklin Reaugh, artista, fotografo e insegnante statunitense (Jacksonville, n. 1860 - Dallas, † 1945)
- Charles Hamilton Smith, artista e naturalista inglese (Fiandre Orientali, n. 1776 - Plymouth, † 1859)
- Charles Thomson, artista e poeta britannico (Londra, n. 1953)

## Artisti marziali(2)
- Charles Charlemont, artista marziale francese (Parigi, n. 1862 - Saint-Germain-en-Laye, † 1942)
- Charles Phan Hoang, artista marziale vietnamita (n. 1936)

## Artisti marziali misti(2)
- Chuck Liddell, artista marziale misto statunitense (Santa Barbara, n. 1969)
- Charles Oliveira, artista marziale misto brasiliano (Guarujá, n. 1989)

## Assassini seriali(3)
- Charles Ng, serial killer cinese (Hong Kong, n. 1960)
- Carl Panzram, serial killer statunitense (East Grand Forks, n. 1891 - Fort Leavenworth, † 1930)
- Charles Starkweather, serial killer statunitense (Lincoln, n. 1938 - Lincoln, † 1959)

## Astisti(2)
- Charles Dvorak, astista statunitense (Chicago, n. 1878 - Seattle, † 1969)
- Charles McGinnis, astista statunitense (n. 1906 - † 1995)

## Astrofisici(2)
- Charles Greeley Abbot, astrofisico e astronomo statunitense (Wilton, n. 1872 - Washington, † 1973)
- Charles L. Bennett, astrofisico e insegnante statunitense (n. 1956)

## Astronauti(12)
- Charles Bassett, astronauta statunitense (Dayton, n. 1931 - Saint Louis, † 1966)
- Charles Brady, astronauta e medico statunitense (Pinehurst, n. 1951 - † 2006)
- Charles Camarda, ex astronauta e ingegnere statunitense (New York, n. 1952)
- Charles Conrad, astronauta statunitense (Filadelfia, n. 1930 - Ojai, † 1999)
- Charles Duke, ex astronauta statunitense (Charlotte, n. 1935)
- Gordon Fullerton, astronauta, ingegnere e militare statunitense (Rochester, n. 1936 - Lancaster, † 2013)
- Charles Gemar, ex astronauta statunitense (Yankton, n. 1955)
- Charles Hobaugh, ex astronauta statunitense (Bar Harbor, n. 1961)
- Charles Edward Jones, astronauta, militare e programmatore statunitense (Clinton, n. 1952 - New York, † 2001)
- Charles Joseph Precourt, ex astronauta statunitense (Walthman, n. 1955)
- Charles Veach, astronauta e ufficiale statunitense (Chicago, n. 1944 - Houston, † 1995)
- Charles Walker, ex astronauta e ingegnere statunitense (Bedford, n. 1948)

## Astronomi(17)
- Charles Hitchcock Adams, astronomo statunitense (Belmont, n. 1868 - † 1951)
- Charles Dien, astronomo e cosmografo francese (Parigi, n. 1809 - Parigi, † 1870)
- Charles Wesley Elmer, astronomo statunitense (New York, n. 1872 - † 1954)
- Charles Green, astronomo britannico (Swinton, n. 1734 - † 1771)
- Charles W. Juels, astronomo statunitense (New York, n. 1944 - † 2009)
- Charles E. Kearns, astronomo statunitense (Pampa, n. 1928 - Baker City, † 2000)
- Charles Thomas Kowal, astronomo statunitense (Buffalo, n. 1940 - Cinebar, † 2011)
- Charles John Krieger, astronomo statunitense (n. 1898)
- Charles Malapert, astronomo, scrittore e gesuita belga (Mons, n. 1581 - Vitoria-Gasteiz, † 1630)
- Charles Mason, astronomo britannico (Oakridge, n. 1728 - Filadelfia, † 1786)
- Charles Messier, astronomo francese (Badonviller, n. 1730 - Parigi, † 1817)
- Charles Dillon Perrine, astronomo argentino (n. 1867 - Villa del Totoral, † 1951)
- Charles Piazzi Smyth, astronomo britannico (Napoli, n. 1819 - Clova, † 1900)
- Charles Clement Jennings Taylor, astronomo britannico (Lincolnshire, n. 1861 - Città del Capo, † 1922)
- Charles Wolf, astronomo francese (Vorges, n. 1827 - Parigi, † 1918)
- Charles P. de Saint-Aignan, astronomo francese (Parigi, n. 1977)
- Charles le Morvan, astronomo francese (n. 1865 - † 1933)

## Attivisti(3)
- Charlie Kirk, attivista statunitense (Arlington Heights, n. 1993)
- Charles François Ledroit, attivista francese (Château-Gontier, n. 1818)
- Charles Lenox Remond, attivista e oratore statunitense (Salem, n. 1810 - Boston, † 1873)

## Attori teatrali(6)
- Charles Desnoyer, attore teatrale, commediografo e direttore teatrale francese (Parigi, n. 1806 - Parigi, † 1858)
- Charles Fechter, attore teatrale francese (Belleville, n. 1824 - Quakerstown, † 1879)
- Charles Kemble, attore teatrale e impresario teatrale inglese (Brecon, n. 1775 - Londra, † 1854)
- Charles Krauss, attore teatrale, attore e regista francese (Parigi, n. 1871 - Roma, † 1926)
- Charles Macklin, attore teatrale irlandese (Culdaff, n. 1699 - Londra, † 1797)
- Charles Mathews, attore teatrale e direttore teatrale inglese (Londra, n. 1776 - Plymouth, † 1835)

## Autori di videogiochi(1)
- Charles Cecil, autore di videogiochi britannico (n. 1962)

## Aviatori(9)
- Charles Gordon Bell, aviatore britannico (n. 1889 - Vélizy-Villacoublay, † 1918)
- Charles Burlingame, aviatore statunitense (Saint Paul, n. 1949 - Arlington, † 2001)
- Charles Gray Catto, aviatore statunitense (Dallas, n. 1896 - Waco, † 1972)
- Charles Godefroy, aviatore francese (La Flèche, n. 1888 - Soisy-sous-Montmorency, † 1958)
- Charles Kingsford Smith, aviatore australiano (Hamilton, n. 1897 - Mar delle Andamane, † 1935)
- Charles Lindbergh, aviatore statunitense (Detroit, n. 1902 - Kipahulu, † 1974)
- Charles Midgley Maud, aviatore inglese (Rodley, n. 1898 - Ripon, † 1974)
- Charles Nungesser, aviatore francese (Parigi, n. 1892 - † 1927)
- Chuck Yeager, aviatore statunitense (Myra, n. 1923 - Oroville, † 2020)

## Avvocati(8)
- Edgar Demange, avvocato francese (Versailles, n. 1841 - Parigi, † 1925)
- Charles Ferdinand Gambon, avvocato e politico francese (Bourges, n. 1820 - Cosne-Cours-sur-Loire, † 1887)
- Charles J. Guiteau, avvocato e criminale statunitense (Freeport, n. 1841 - Washington, † 1882)
- Vincent Massey, avvocato, diplomatico e politico canadese (Toronto, n. 1914 - Londra, † 1967)
- Charles R. Morris, avvocato, banchiere e scrittore statunitense (Oakland, n. 1939 - Hampton, † 2021)
- Charles Edward Pollock, avvocato inglese (n. 1823 - Londra, † 1897)
- Charles Sumner, avvocato, attivista e politico statunitense (Boston, n. 1811 - Washington, † 1874)
- Charles de Gaulle, avvocato e politico francese (Digione, n. 1948)

## Banchieri(1)
- Charles Tennant, banchiere e imprenditore scozzese (n. 1823 - Byfleet, † 1906)

## Baritoni(3)
- Charles W. Clark, baritono statunitense (Van Wert, n. 1865 - Chicago, † 1925)
- Charles James Mott, baritono inglese (Hornsey, n. 1880 - Aveluy, † 1918)
- Charles Santley, baritono inglese (Liverpool, n. 1834 - Londra, † 1922)

## Bassisti(3)
- Sharlee D'Angelo, bassista svedese (n. 1973)
- Charles Fambrough, bassista, compositore e produttore discografico statunitense (Filadelfia, n. 1950 - Allentown, † 2011)
- Buster Williams, bassista e compositore statunitense (Camden, n. 1942)

## Batteristi(5)
- Chuck Biscuits, batterista canadese (Columbia Britannica, n. 1965)
- Chuck Comeau, batterista e compositore canadese (Montréal, n. 1979)
- Charles Moffett, batterista statunitense (Fort Worth, n. 1929 - New York, † 1997)
- Dannie Richmond, batterista statunitense (New York, n. 1931 - New York, † 1988)
- Charlie Watts, batterista britannico (Londra, n. 1941 - Londra, † 2021)

## Bibliotecari(1)
- Charles George Herbermann, bibliotecario e docente tedesco (Saerbeck, n. 1840 - New York, † 1916)

## Biblisti(4)
- Charles Kingsley Barrett, biblista britannico (Salford, n. 1917 - † 2011)
- Charles Perrot, biblista e presbitero francese (Gannat, n. 1929 - Moulins, † 2013)
- Charles Caldwell Ryrie, biblista e teologo statunitense (n. 1925 - Dallas, † 2016)
- Charles A. Wanamaker, biblista statunitense (n. 1949)

## Biologi(5)
- Charles Bonnet, biologo e filosofo svizzero (Ginevra, n. 1720 - Genthod, † 1793)
- Charles Manning Child, biologo statunitense (Ypsilanti, n. 1869 - Palo Alto, † 1954)
- Charles Darwin, biologo e naturalista britannico (Shrewsbury, n. 1809 - Londra, † 1882)
- Charles Davenport, biologo statunitense (Stamford, n. 1866 - Cold Spring Harbor, † 1944)
- Charles Frédéric Girard, biologo francese (Mulhouse, n. 1822 - Neuilly-sur-Seine, † 1895)

## Bobbisti(6)
- Charles Bouvier, bobbista e calciatore svizzero (n. 1898 - Ginevra, † 1964)
- Thomas Butler, bobbista statunitense (Saranac Lake, n. 1932 - Florida, † 2019)
- Charles Patrick Green, bobbista britannico (Pietermaritzburg, n. 1914 - Owen Sound, † 1999)
- Chris MacKintosh, bobbista e lunghista britannico (Charville, n. 1903 - Haddington, † 1974)
- Charles Mulder, bobbista e hockeista su ghiaccio belga (Anversa, n. 1897 - Anversa, † 1953)
- Chuck Pandolph, bobbista statunitense (Saranac Lake, n. 1923 - Saranac Lake, † 1973)

## Botanici(17)
- Charles Alston, botanico e medico scozzese (Hamilton, n. 1683 - Edimburgo, † 1760)
- Charles Baehni, botanico svizzero (Ginevra, n. 1906 - † 1964)
- Charles Baron Clarke, botanico inglese (Andover, n. 1832 - Londra, † 1906)
- Carolus Clusius, botanico e docente francese (Arras, n. 1526 - Leida, † 1609)
- Charles Flahault, botanico e biologo francese (Bailleul, n. 1852 - Montpellier, † 1935)
- Charles Austin Gardner, botanico australiano (Lancaster, n. 1896 - Subiaco, † 1970)
- Charles Gaudichaud-Beaupré, botanico francese (Angoulême, n. 1789 - Parigi, † 1854)
- Charles Carmichael Lacaita, botanico e politico britannico (n. 1853 - † 1933)
- Charles Lemaire, botanico francese (Parigi, n. 1800 - † 1871)
- Charles Léo Lesquereux, botanico svizzero (Fleurier, n. 1806 - Columbus, † 1889)
- Charles Maries, botanico inglese (Hampton Lucy, n. 1851 - Gwalior, † 1902)
- Charles Moore, botanico britannico (Dundee, n. 1820 - Paddington, † 1905)
- Charles François Antoine Morren, botanico belga (Gand, n. 1807 - Liegi, † 1858)
- Charles Plumier, botanico francese (Marsiglia, n. 1646 - Cadice, † 1704)
- Charles Sprague Sargent, botanico statunitense (Brookline, n. 1841 - † 1927)
- Charles René Zeiller, botanico e paleontologo francese (Nancy, n. 1847 - Parigi, † 1915)
- Charles des Moulins, botanico francese (n. 1798 - † 1875)

## Canottieri(12)
- Charles Aman, canottiere statunitense (Kansas City, n. 1887 - Kansas City, † 1936)
- Charles Armstrong, canottiere statunitense (Filadelfia, n. 1881 - West Point, † 1952)
- Charles Burnell, canottiere britannico (Beckenham, n. 1876 - Blewbury, † 1969)
- Charles Delaporte, canottiere e pistard francese (Parigi, n. 1880 - Neuilly-sur-Seine, † 1949)
- André Gaudin, canottiere francese (Levallois-Perret, n. 1875 - Parigi, † 1926)
- Charles Grimes, canottiere statunitense (Washington, n. 1935 - New York, † 2007)
- Charles Kieffer, canottiere statunitense (Filadelfia, n. 1910 - Quakertown, † 1975)
- Charlie Logg, ex canottiere statunitense (Princeton, n. 1931)
- Charles Manring, canottiere statunitense (Cleveland, n. 1929 - Bethesda, † 1991)
- Charles McIlvaine, canottiere statunitense (Filadelfia, n. 1903 - Ocean City, † 1975)
- Charles Perrin, canottiere francese (Lione, n. 1875 - Lione, † 1954)
- Charles Riddy, canottiere canadese (Toronto, n. 1885 - Nepean, † 1979)

## Cantanti(12)
- Slug Christ, cantante, rapper e produttore discografico statunitense (Atlanta, n. 1991)
- Charles Calello, cantante, compositore e direttore d'orchestra statunitense (Newark, n. 1938)
- Charles Chaplin Senior, cantante britannico (Marylebone, n. 1863 - Londra, † 1901)
- Charles Collins, cantante e attore statunitense (Frederick, n. 1904 - Montecito, † 1999)
- Charles Dumont, cantante e compositore francese (Cahors, n. 1929 - Parigi, † 2024)
- Walker Hayes, cantante statunitense (Mobile, n. 1979)
- Charles Kelley, cantante statunitense (Augusta, n. 1981)
- Charlie McGettigan, cantante irlandese (Ballyshannon, n. 1950)
- Shatta Wale, cantante ghanese (Accra, n. 1984)
- Rocky Roberts, cantante statunitense (Tanner, n. 1941 - Roma, † 2005)
- Edwin Starr, cantante statunitense (Nashville, n. 1942 - Beeston, † 2003)
- Kip Winger, cantante, bassista e chitarrista statunitense (Denver, n. 1961)

## Cantautori(10)
- Charles Aznavour, cantautore, attore e diplomatico francese (Parigi, n. 1924 - Mouriès, † 2018)
- Chuck Berry, cantautore, chitarrista e ballerino statunitense (Saint Louis, n. 1926 - Wentzville, † 2017)
- Frank Black, cantautore e chitarrista statunitense (Boston, n. 1965)
- Buddy Holly, cantautore e chitarrista statunitense (Lubbock, n. 1936 - Clear Lake, † 1959)
- Charlie Puth, cantautore, produttore discografico e personaggio televisivo statunitense (Rumson, n. 1991)
- Chuck Ragan, cantautore e chitarrista statunitense (Houston, n. 1974)
- Charlie Rich, cantautore e musicista statunitense (Colt, n. 1932 - Hammond, † 1995)
- Del Shannon, cantautore e produttore discografico statunitense (Grand Rapids, n. 1934 - Santa Clarita, † 1990)
- Charlie Simpson, cantautore e polistrumentista britannico (Woodbridge, n. 1985)
- Charlie Wilson, cantautore statunitense (Tulsa, n. 1953)

## Cardinali(6)
- Charles Januarius Acton, cardinale inglese (Napoli, n. 1803 - Napoli, † 1847)
- Charles d'Angennes de Rambouillet, cardinale e vescovo cattolico francese (Rambouillet, n. 1530 - Corneto, † 1587)
- Charles Bo, cardinale e arcivescovo cattolico birmano (Monhla, n. 1948)
- Charles Erskine of Kellie, cardinale italiano (Roma, n. 1739 - Roma, † 1811)
- Charles de Hémard de Denonville, cardinale e vescovo cattolico francese (Beauce, n. 1493 - Le Mans, † 1540)
- Charles Journet, cardinale e teologo svizzero (Ginevra, n. 1891 - Friburgo, † 1975)

## Cartografi(1)
- Charles V. Monin, cartografo e editore francese

## Cavalieri(3)
- Charles Anderson, cavaliere statunitense (n. 1914 - † 1993)
- Charles Marion, cavaliere francese (n. 1887 - † 1944)
- Charles Pahud de Mortanges, cavaliere olandese (L'Aia, n. 1896 - L'Aia, † 1971)

## Chimici(19)
- Charles Frederick Cross, chimico inglese (Brentford, n. 1855 - † 1935)
- Charles DuBois Coryell, chimico statunitense (Los Angeles, n. 1912 - Lexington, † 1971)
- Charles Friedel, chimico francese (Strasburgo, n. 1832 - Montauban, † 1899)
- Charles Frédéric Gerhardt, chimico francese (Strasburgo, n. 1816 - Strasburgo, † 1856)
- Charles Hatchett, chimico e mineralogista inglese (Londra, n. 1765 - Chelsea, † 1847)
- Charles Thomas Jackson, chimico statunitense (Plymouth, n. 1805 - manicomio di Somerville, † 1880)
- Charles Loring Jackson, chimico statunitense (Boston, n. 1847 - † 1935)
- Charles Janet, chimico francese (Parigi, n. 1849 - † 1932)
- Charles David Keeling, chimico statunitense (Scranton, n. 1928 - † 2005)
- Charles Frédéric Kuhlmann, chimico francese (Colmar, n. 1803 - Lilla, † 1881)
- Charles Macintosh, chimico e inventore scozzese (Glasgow, n. 1766 - † 1843)
- Charles Mansfield, chimico britannico (Rowner, n. 1819 - Londra, † 1855)
- Charles Edward Munroe, chimico statunitense (Cambridge, n. 1849 - Forest Glen, † 1938)
- Charles Lathrop Parsons, chimico statunitense (New Marlboro, n. 1867 - Pocasset, † 1954)
- Charles J. Pedersen, chimico statunitense (Pusan, n. 1904 - † 1989)
- Charles N. Reilley, chimico statunitense (Charlotte, n. 1925 - † 1981)
- Charles Sylvester, chimico e inventore britannico (Sheffield, n. 1774 - † 1828)
- Charles Thaxton, chimico statunitense (n. 1939)
- Charles François de Cisternay du Fay, chimico francese (Parigi, n. 1698 - Parigi, † 1739)

## Chirurghi(1)
- Charles Bell, chirurgo, anatomista e neurologo britannico (Edimburgo, n. 1774 - Worcester, † 1842)

## Chitarristi(5)
- Charlie Byrd, chitarrista statunitense (Suffolk, n. 1925 - Annapolis, † 1999)
- Chuck Loeb, chitarrista statunitense (Nyack, n. 1955 - Boston, † 2017)
- Chuck Schuldiner, chitarrista, cantante e compositore statunitense (Glen Cove, n. 1967 - Altamonte Springs, † 2001)
- Charlie Sexton, chitarrista, cantautore e attore statunitense (San Antonio, n. 1968)
- Henry Vestine, chitarrista statunitense (Takoma Park, n. 1944 - Parigi, † 1997)

## Ciclisti su strada(13)
- Charles Crupelandt, ciclista su strada e pistard francese (Roubaix, n. 1886 - Roubaix, † 1955)
- Charles Deruyter, ciclista su strada francese (Wattrelos, n. 1890 - Namur, † 1955)
- Charly Grosskost, ciclista su strada e pistard francese (Eckbolsheim, n. 1944 - Strasburgo, † 2004)
- Charles Lacquehay, ciclista su strada, pistard e ciclocrossista francese (Parigi, n. 1897 - Parigi, † 1975)
- Charles Laeser, ciclista su strada svizzero (Ginevra, n. 1879 - Ginevra, † 1959)
- Charles Mantelet, ciclista su strada francese (Parigi, n. 1894 - Parigi, † 1955)
- Charles Meunier, ciclista su strada e ciclocrossista belga (Gilly, n. 1903 - Montignies-sur-Sambre, † 1971)
- Charles Moss, ciclista su strada britannico (Ascot, n. 1882 - † 1963)
- Charly Mottet, ex ciclista su strada e pistard francese (Valence, n. 1962)
- Charles Pélissier, ciclista su strada, pistard e ciclocrossista francese (Parigi, n. 1903 - Parigi, † 1959)
- Charles Planet, ex ciclista su strada e ex ciclocrossista francese (Remiremont, n. 1993)
- Charlie Quarterman, ex ciclista su strada britannico (Oxford, n. 1998)
- Charles Rouxel, ex ciclista su strada francese (Bricquebec, n. 1948)

## Circensi(1)
- Grock, circense svizzero (Reconvilier, n. 1880 - Imperia, † 1959)

## Clarinettisti(1)
- Pee Wee Russell, clarinettista e sassofonista statunitense (Maplewood, n. 1906 - Alexandria, † 1969)

## Compositori(31)
- Charles Avison, compositore e organista britannico (Newcastle upon Tyne, n. 1709 - Newcastle upon Tyne, † 1770)
- Charles Bernstein, compositore statunitense (Minneapolis, n. 1943)
- Charles Bordes, compositore francese (Rochecorbon, n. 1863 - Tolone, † 1909)
- Charles Burgi, compositore, arrangiatore e direttore d'orchestra italiano (Algeri, n. 1957)
- Charles Burney, compositore, organista e storico inglese (Shrewsbury, n. 1726 - Chelsea, † 1814)
- Charles Wakefield Cadman, compositore, critico musicale e giornalista statunitense (Johnstown, n. 1881 - † 1946)
- Charlie Clouser, compositore, tastierista e produttore discografico statunitense (Hanover, n. 1963)
- Charles Dollé, compositore e gambista francese (n. 1710 - † 1755)
- Charles Simon Favart, compositore e poeta francese (Parigi, n. 1710 - Parigi, † 1792)
- Charles H. Gabriel, compositore statunitense (Wilton, n. 1856 - Hollywood, † 1932)
- Charles Gounod, compositore francese (Parigi, n. 1818 - Saint-Cloud, † 1893)
- Charles Griffes, compositore statunitense (Elmira, n. 1884 - New York, † 1920)
- Charles d'Helfer, compositore francese (n. 1598 - Soissons, † 1661)
- Charles Ives, compositore statunitense (Danbury, n. 1874 - New York, † 1954)
- Charles Leslie Johnson, compositore statunitense (Kansas City, n. 1876 - Kansas City, † 1950)
- Charles Koechlin, compositore francese (Parigi, n. 1867 - Rayol-Canadel-sur-Mer, † 1950)
- Charles Levens, compositore francese (Marsiglia, n. 1689 - Bordeaux, † 1764)
- Charles Martin Loeffler, compositore e musicista tedesco (Mulhouse, n. 1861 - Medfield, † 1935)
- Charles Lucas, compositore, violoncellista e direttore d'orchestra inglese (Salisbury, n. 1808 - Wandsworth, † 1869)
- Charles Nolcini, compositore e organista italiano (Mosca, n. 1802 - Boston, † 1844)
- Charles Previn, compositore statunitense (New York, n. 1888 - Los Angeles, † 1973)
- Edmund Rubbra, compositore britannico (Northampton, n. 1901 - † 1986)
- Camille Saint-Saëns, compositore, pianista e organista francese (Parigi, n. 1835 - Algeri, † 1921)
- Charles Villiers Stanford, compositore e direttore d'orchestra irlandese (Dublino, n. 1852 - Londra, † 1924)
- John Stanley, compositore e organista britannico (Londra, n. 1712 - Londra, † 1786)
- Charles Strouse, compositore e paroliere statunitense (New York, n. 1928 - New York, † 2025)
- Ambroise Thomas, compositore francese (Metz, n. 1811 - Parigi, † 1896)
- Charles Tournemire, compositore e organista francese (Bordeaux, n. 1870 - Arcachon, † 1939)
- Émile Waldteufel, compositore e direttore d'orchestra francese (Strasburgo, n. 1837 - Parigi, † 1915)
- Charles Wolcott, compositore statunitense (Flint, n. 1906 - Haifa, † 1987)
- Charles Wuorinen, compositore statunitense (New York, n. 1938 - New York, † 2020)

## Compositori di scacchi(3)
- Charles Bent, compositore di scacchi inglese (Newbury, n. 1919 - † 2004)
- Charles A. Gilberg, compositore di scacchi statunitense (Camden, n. 1835 - Brooklyn, † 1898)
- Charles Edward Kemp, compositore di scacchi britannico (Manchester, n. 1901 - Manchester, † 1986)

## Condottieri(1)
- Charles Eugène Gabriel de Sombreuil, condottiero francese (Bonnac-la-Côte, n. 1770 - Auray, † 1795)

## Contrabbassisti(3)
- Charlie Haden, contrabbassista statunitense (Shenandoah, n. 1937 - Los Angeles, † 2014)
- Charles Mingus, contrabbassista, pianista e compositore statunitense (Nogales, n. 1922 - Cuernavaca, † 1979)
- Tommy Potter, contrabbassista statunitense (Filadelfia, n. 1918 - † 1988)

## Corsari(1)
- Charles François d'Angennes, corsaro, nobile e funzionario francese (Maintenon, n. 1648 - Le Prêcheur, † 1691)

## Costumisti(2)
- Charles Knode, costumista britannico (Alcester, n. 1942 - † 2023)
- Charles LeMaire, costumista statunitense (Chicago, n. 1897 - Palm Springs, † 1985)

## Crickettisti(2)
- Charles Beachcroft, crickettista britannico (Rickmansworth, n. 1870 - Melbourne, † 1928)
- Charles Robson, crickettista, allenatore di calcio e dirigente sportivo inglese (Londra, n. 1859 - Abingdon-on-Thames, † 1943)

## Criminali(9)
- Charles Albright, criminale statunitense (Amarillo, n. 1933 - Lubbock, † 2020)
- Charles Brooks, criminale statunitense (Fort Worth, n. 1942 - Huntsville, † 1982)
- Charles Arthur Floyd, criminale statunitense (Adairsville, n. 1904 - East Liverpool, † 1934)
- Charles Harrelson, criminale statunitense (Lovelady, n. 1938 - Florence, † 2007)
- Charles Manson, criminale statunitense (Cincinnati, n. 1934 - Bakersfield, † 2017)
- Charles Salvador, criminale e scrittore britannico (Luton, n. 1952)
- Tex Watson, criminale statunitense (Farmersville, n. 1945)
- Charles Whitman, criminale statunitense (Lake Worth, n. 1941 - Austin, † 1966)
- Charles Thomas Wooldridge, criminale inglese (East Garston, n. 1866 - Reading, † 1896)

## Critici d'arte(1)
- Charles Ephrussi, critico d'arte, storico dell'arte e collezionista d'arte russo (Odessa, n. 1849 - Parigi, † 1905)

## Critici letterari(3)
- Charles Eliot Norton, critico letterario, critico d'arte e insegnante statunitense (Cambridge, n. 1827 - Cambridge, † 1908)
- Charles Augustin de Sainte-Beuve, critico letterario, scrittore e aforista francese (Boulogne-sur-Mer, n. 1804 - Parigi, † 1869)
- Charles Singleton, critico letterario e italianista statunitense (McLoud, n. 1909 - Baltimora, † 1985)

## Critici musicali(1)
- Charles Delaunay, critico musicale e produttore discografico francese (Parigi, n. 1911 - Vineuil-Saint-Firmin, † 1988)

## Culturisti(1)
- Charles Poliquin, culturista, scrittore e editorialista canadese (Ottawa, n. 1961 - † 2018)

## Cuochi(2)
- Charles Elmé Francatelli, cuoco britannico (Londra, n. 1805 - Eastbourne, † 1876)
- Charles Joughin, cuoco inglese (Birkenhead, n. 1878 - Paterson, † 1956)

## Danzatori(3)
- Charles Le Picq, ballerino e coreografo francese (Strasburgo, n. 1745 - San Pietroburgo, † 1806)
- Charles Ward, ballerino statunitense (Los Angeles, n. 1952 - Glendale, † 1986)
- Charles Weidman, ballerino statunitense (Lincoln, n. 1901 - New York, † 1975)

## Designer(3)
- Charles De Grave Sells, designer e dirigente sportivo inglese (Londra, n. 1856 - Londra, † 1942)
- Charles Eames, designer, architetto e regista statunitense (Saint Louis, n. 1907 - Saint Louis, † 1978)
- Chuck Jordan, designer statunitense (Whittier, n. 1927 - California, † 2010)

## Diplomatici(14)
- Charles Baring, I barone Howick, diplomatico inglese (n. 1903 - † 1973)
- Charles Berkeley, II conte di Berkeley, diplomatico inglese (n. 1649 - Berkeley, † 1710)
- Carlo III di Créquy, diplomatico e generale francese (n. 1623 - Parigi, † 1687)
- Charles Brandon, I duca di Suffolk, diplomatico e nobile inglese (n. 1484 - Guildford, † 1545)
- Karl von Cobenzl, diplomatico e politico austriaco (Vienna, n. 1712 - Bruxelles, † 1770)
- Charles Burke Elbrick, diplomatico e funzionario statunitense (Louisville, n. 1908 - Washington, † 1983)
- Charles Hardinge, I barone Hardinge di Penshurst, diplomatico britannico (Londra, n. 1858 - Penshurst, † 1944)
- Charles Kingsley Webster, diplomatico e storico britannico (Liverpool, n. 1886 - Londra, † 1961)
- Charles Metcalfe, I barone Metcalfe, diplomatico e politico britannico (Calcutta, n. 1785 - Malshanger, † 1846)
- Charles Millon, diplomatico e politico francese (Belley, n. 1945)
- Charles Champoiseau, diplomatico e archeologo francese (Tours, n. 1830 - Parigi, † 1909)
- Charles Alfred Payton, diplomatico e dirigente sportivo inglese (York, n. 1843 - Scarborough, † 1926)
- Charles Stoddart, diplomatico e militare inglese (Ipswich, n. 1806 - Bukhara, † 1842)
- Charles Stuart, I barone Stuart de Rothesay, diplomatico inglese (n. 1779 - † 1845)

## Direttori d'orchestra(6)
- Charles Groves, direttore d'orchestra inglese (Londra, n. 1915 - Londra, † 1992)
- Dean Dixon, direttore d'orchestra statunitense (Harlem, n. 1915 - Zurigo, † 1976)
- Charles Gerhardt, direttore d'orchestra statunitense (n. 1927 - Redding, † 1999)
- Charles Lamoureux, direttore d'orchestra e violinista francese (Bordeaux, n. 1834 - Parigi, † 1899)
- Charles Mackerras, direttore d'orchestra e compositore australiano (Schenectady, n. 1925 - Londra, † 2010)
- Charles Münch, direttore d'orchestra e violinista francese (Strasburgo, n. 1891 - Richmond, † 1968)

## Direttori della fotografia(4)
- Charles Lang, direttore della fotografia statunitense (Bluff, n. 1901 - Santa Monica, † 1998)
- Charles Rosher, direttore della fotografia inglese (Londra, n. 1885 - Lisbona, † 1974)
- Charles Van Enger, direttore della fotografia statunitense (Port Jervis, n. 1890 - Woodland Hills, † 1980)
- Charles F. Wheeler, direttore della fotografia statunitense (Memphis, n. 1915 - Orange, † 2004)

## Dirigenti sportivi(8)
- Charles Bidwill, dirigente sportivo statunitense (Chicago, n. 1895 - † 1947)
- Charles Michael Caughy, dirigente sportivo e diplomatico statunitense (Baltimora, n. 1850 - Richmond, † 1913)
- Pierre de Coubertin, dirigente sportivo, pedagogo e storico francese (Parigi, n. 1863 - Ginevra, † 1937)
- Martin Edwards, dirigente sportivo inglese (Adlington, n. 1945)
- Charles Herbert, dirigente sportivo e canottiere britannico (Indiana, n. 1846 - Londra, † 1924)
- Charles Simon, dirigente sportivo francese (Parigi, n. 1882 - Écurie, † 1915)
- Charles Wegelius, dirigente sportivo e ex ciclista su strada britannico (Espoo, n. 1978)
- Charlie Whiting, dirigente sportivo britannico (Sevenoaks, n. 1952 - Melbourne, † 2019)

## Discoboli(1)
- Charles Hennemann, discobolo e martellista statunitense (Iowa, n. 1866 - † 1938)

## Disegnatori(1)
- Charles Philipon, disegnatore e giornalista francese (Lione, n. 1800 - Parigi, † 1861)

## Doppiatori(2)
- Charlie Adler, doppiatore statunitense (Boston, n. 1956)
- Daws Butler, doppiatore statunitense (Toledo, n. 1916 - Culver City, † 1988)

## Drammaturghi(16)
- Alphonse Brot, drammaturgo francese (Parigi, n. 1807 - Parigi, † 1895)
- Charles Collé, commediografo francese (Parigi, n. 1709 - Parigi, † 1783)
- Maurice Donnay, commediografo francese (Parigi, n. 1859 - Parigi, † 1945)
- Charles Dupeuty, drammaturgo e librettista francese (Parigi, n. 1798 - Saint-Germain-en-Laye, † 1865)
- Charles Duveyrier, drammaturgo, librettista e filosofo francese (Parigi, n. 1803 - Parigi, † 1866)
- Charles Fuller, drammaturgo e sceneggiatore statunitense (Filadelfia, n. 1939 - Toronto, † 2022)
- Charles Gordone, drammaturgo e attore statunitense (Cleveland, n. 1925 - College Station, † 1995)
- Charles Jacob Guillemain, commediografo francese (Parigi, n. 1705 - Parigi, † 1770)
- Maurice Hennequin, commediografo e librettista belga (Liegi, n. 1863 - Montreux, † 1926)
- Charles Ludlam, commediografo, attore teatrale e regista teatrale statunitense (Floral Park, n. 1943 - New York, † 1987)
- Charles MacArthur, drammaturgo, regista e sceneggiatore statunitense (Scranton, n. 1895 - New York, † 1956)
- Charles Marowitz, drammaturgo e scrittore statunitense (New York, n. 1934 - Agoura Hills, † 2014)
- Charles Méré, drammaturgo, sceneggiatore e regista francese (Marsiglia, n. 1883 - Parigi, † 1970)
- Charles Palissot de Montenoy, drammaturgo e editore francese (Nancy, n. 1730 - Parigi, † 1814)
- Charles de Livry, drammaturgo francese (Parigi, n. 1802 - Enghien, † 1867)
- Charles Varin, drammaturgo e librettista francese (Nancy, n. 1798 - Parigi, † 1869)

## Economisti(5)
- Charles Bettelheim, economista e storico francese (Parigi, n. 1913 - Gentilly, † 2006)
- Charles Franklin Dunbar, economista statunitense (Abington, n. 1830 - Cambridge, † 1900)
- Charles Gide, economista francese (Uzès, n. 1847 - Parigi, † 1932)
- Charles Issawi, economista e storico egiziano (Il Cairo, n. 1916 - Newtown, † 2000)
- Charles Rist, economista francese (Prilly, n. 1874 - Versailles, † 1955)

## Editori(2)
- Charles Knight, editore e scrittore britannico (Windsor, n. 1791 - Addlestone, † 1873)
- Charles Edward Mudie, editore inglese (Chelsea, n. 1818 - † 1890)

## Educatori(1)
- Charles W. Eliot, educatore statunitense (n. 1834 - † 1926)

## Egittologi(3)
- Charles Wilfred Griggs, egittologo, archeologo e pedagogo statunitense (n. 1942)
- Charles Maystre, egittologo e archeologo svizzero (Ginevra, n. 1907 - Ginevra, † 1993)
- Charles Edwin Wilbour, egittologo e giornalista statunitense (Little Compton, n. 1833 - Parigi, † 1896)

## Entomologi(9)
- Charles Abbot, entomologo e botanico britannico (n. 1761 - Bedford, † 1817)
- Émile Blanchard, entomologo e zoologo francese (Parigi, n. 1819 - Parigi, † 1900)
- Charles Théophile Bruand d'Uzelle, entomologo francese (n. 1808 - † 1861)
- Charles De Geer, entomologo svedese (Finspång, n. 1720 - Stoccolma, † 1778)
- Charles Jules Edmée Brongniart, entomologo e paleontologo francese (Parigi, n. 1859 - Parigi, † 1889)
- Charles Oberthür, entomologo francese (n. 1845 - Rennes, † 1924)
- Charles Valentine Riley, entomologo statunitense (Londra, n. 1843 - Washington, † 1895)
- Charles Swinhoe, entomologo e ornitologo britannico (Calcutta, n. 1838 - Fulham, † 1923)
- Charles Henry Turner, entomologo, psicologo e educatore statunitense (Cincinnati, n. 1867 - Chicago, † 1923)

## Esploratori(11)
- Charles Chaillé-Long, esploratore statunitense (Princess Anne, n. 1842 - Virginia Beach, † 1917)
- Charles Clerke, esploratore britannico (Weathersfield Hall, n. 1741 - Kamčatka, † 1779)
- Charles Domergue, esploratore, ornitologo e erpetologo francese (Besançon, n. 1914 - Antananarivo, † 2008)
- Charles Green, esploratore britannico (Richmond, n. 1888 - North Yorkshire, † 1974)
- Augustus Gregory, esploratore inglese (Farnsfield, n. 1819 - Brisbane, † 1905)
- Charles Francis Hall, esploratore statunitense (Rochester, n. 1821 - Groenlandia, † 1871)
- Charles Le Moyne, esploratore francese (Dieppe, n. 1626 - Montréal, † 1685)
- Charley Reynolds, esploratore statunitense (Warren County, n. 1842 - Little Bighorn, † 1876)
- Charles Sturt, esploratore britannico (Chumar, n. 1795 - Cheltenham, † 1869)
- Charles Wilkes, esploratore statunitense (New York, n. 1798 - Washington, † 1877)
- Charles de Saint-Etienne de La Tour, esploratore francese (Champagne, n. 1593 - Port La Tour, † 1666)

## Etologi(1)
- Charles Otis Whitman, etologo, biologo e docente statunitense (Woodstock, n. 1842 - Worcester, † 1910)

## Filantropi(1)
- Charles Cazalet, filantropo, dirigente sportivo e politico francese (Cenon, n. 1858 - Bordeaux, † 1933)

## Filologi(3)
- Charles Alexandre, filologo francese (Amiens, n. 1797 - Parigi, † 1870)
- Charles Sarolea, filologo e pubblicista belga (Tongeren, n. 1870 - Edimburgo, † 1953)
- Charles Segal, filologo classico e latinista statunitense (Boston, n. 1936 - Boston, † 2002)

## Filosofi(9)
- Charles Batteux, filosofo francese (Vouziers, n. 1713 - Parigi, † 1780)
- Charles de Bovelles, filosofo francese (San Quintino, n. 1479 - Ham)
- Charles Frankel, filosofo, diplomatico e docente statunitense (New York, n. 1917 - Bedford, † 1979)
- Charles Hartshorne, filosofo statunitense (Kittanning, n. 1897 - Austin, † 2000)
- Charles Jourdain, filosofo e letterato francese (n. 1817 - Val-d'Oise, † 1886)
- Charles Lalo, filosofo francese (Périgueux, n. 1877 - Parigi, † 1953)
- Charles Larmore, filosofo statunitense (n. 1950)
- Charles Potter, filosofo britannico (Oxford - Londra, † 1663)
- Charles Taylor, filosofo canadese (Montréal, n. 1931)

## Fisici(22)
- Charles Glover Barkla, fisico britannico (Widnes, n. 1877 - Edimburgo, † 1944)
- Charles H. Bennett, fisico e crittografo statunitense (New York, n. 1943)
- Charles Bentley, geofisico statunitense (New York, n. 1929 - Oakland, † 2017)
- Charles Blagden, fisico britannico (Wotton-under-Edge, n. 1748 - Arcueil, † 1820)
- Charles Vernon Boys, fisico britannico (Wing, n. 1855 - St Mary Bourne, † 1944)
- Charles Augustin de Coulomb, fisico e ingegnere francese (Angoulême, n. 1736 - Parigi, † 1806)
- Charles Galton Darwin, fisico britannico (Cambridge, n. 1887 - Cambridge, † 1962)
- Charles Fabry, fisico francese (Marsiglia, n. 1867 - Parigi, † 1945)
- Charles Féry, fisico francese (Parigi, n. 1865 - Parigi, † 1935)
- Charles Edouard Guillaume, fisico svizzero (Fleurier, n. 1861 - Sèvres, † 1938)
- Charles de Haldat du Lys, fisico francese (Bourmont, n. 1769 - Nancy, † 1852)
- Charles Kittel, fisico statunitense (New York, n. 1916 - Berkeley, † 2019)
- Charles Christian Lauritsen, fisico danese (Holstebro, n. 1892 - † 1968)
- Charles Misner, fisico statunitense (Jackson, n. 1932 - † 2023)
- Charles Richardot, fisico francese (n. 1771 - † 1852)
- Charles Francis Richter, fisico e sismologo statunitense (Hamilton, n. 1900 - Pasadena, † 1985)
- Charles Soret, fisico svizzero (Ginevra, n. 1853 - † 1904)
- Charles Hard Townes, fisico statunitense (Greenville, n. 1915 - Oakland, † 2015)
- Charles Vincent Walker, fisico inglese (Marylebone, n. 1812 - Royal Tunbridge Wells, † 1882)
- Charles Wheatstone, fisico e inventore britannico (Gloucester, n. 1802 - Parigi, † 1875)
- Charles Thomson Rees Wilson, fisico britannico (Edimburgo, n. 1869 - Edimburgo, † 1959)
- Charles Seymour Wright, fisico e esploratore canadese (Toronto, n. 1887 - Saltspring Island, † 1975)

## Fisiologi(2)
- Charles Émile François-Franck, fisiologo e patologo francese (Parigi, n. 1849 - Parigi, † 1921)
- Charles Brenton Huggins, fisiologo canadese (Halifax, n. 1901 - Chicago, † 1997)

## Fotografi(3)
- Charles Clyde Ebbets, fotografo statunitense (Gadsden, n. 1905 - New York, † 1978)
- Charles Marville, fotografo francese (Parigi, n. 1813 - Parigi, † 1879)
- Charles O'Rear, fotografo statunitense (Butler, n. 1941)

## Fumettisti(10)
- Charles Addams, fumettista statunitense (Westfield, n. 1912 - New York, † 1988)
- Charlie Adlard, fumettista britannico (Shrewsbury, n. 1966)
- Charles Bowers, fumettista e attore statunitense (Cresco, n. 1889 - Paterson, † 1946)
- Charles Burns, fumettista e illustratore statunitense (Washington, n. 1955)
- Chuck Dixon, fumettista statunitense (Filadelfia, n. 1954)
- Charles M. Schulz, fumettista statunitense (Minneapolis, n. 1922 - Santa Rosa, † 2000)
- Frank Smith, fumettista statunitense (n. 1908 - † 1986)
- Chic Stone, fumettista statunitense (New York, n. 1923 - Prattville, † 2000)
- Al Taliaferro, fumettista statunitense (Montrose, n. 1905 - Los Angeles, † 1969)
- Charles Templeton, fumettista, politico e giornalista canadese (Toronto, n. 1915 - Toronto, † 2001)

## Funzionari(3)
- Charles Boycott, funzionario inglese (Burgh St. Peter, n. 1832 - Flixton, † 1897)
- Charles Huault de Montmagny, funzionario francese (Parigi, n. 1601 - Cayon, † 1657)
- Charles James Lyall, funzionario britannico (Londra, n. 1845 - Londra, † 1920)

## Genetisti(1)
- Charles DeLisi, genetista statunitense (New York, n. 1941)

## Geografi(2)
- Charles François Delamarche, geografo e cartografo francese (n. 1740 - † 1817)
- Charles Warren Thornthwaite, geografo e climatologo statunitense (Bay City, n. 1899 - Bridgeton, † 1963)

## Geologi(7)
- Charles Baker Adams, geologo, naturalista e educatore statunitense (Dorchester, n. 1814 - † 1853)
- Charles Depéret, geologo e paleontologo francese (Perpignano, n. 1854 - Lione, † 1929)
- Charles Hitchcock, geologo statunitense (Amherst, n. 1836 - Honolulu, † 1919)
- Charles Lapworth, geologo britannico (Faringdon, n. 1842 - Birmingham, † 1920)
- Charles Lyell, geologo britannico (Kinnordy, n. 1797 - Londra, † 1875)
- Charles Sainte-Claire Deville, geologo francese (Saint Thomas, n. 1814 - Parigi, † 1876)
- Charles Doolittle Walcott, geologo e paleontologo statunitense (New York Mills, n. 1850 - Washington, † 1927)

## Gesuiti(4)
- Charles Albanel, gesuita, missionario e esploratore francese (Ardes - Sault Sainte Marie, † 1696)
- Charles Bossut, gesuita e matematico francese (Tartaras, n. 1730 - Parigi, † 1814)
- Charles Lalemant, gesuita francese (Parigi, n. 1587 - Parigi, † 1674)
- Charles de Noyelle, gesuita belga (Bruxelles, n. 1615 - Roma, † 1686)

## Ginnasti(8)
- Charles Champaud, ginnasta svizzero (n. 1865)
- Charles Dellert, ginnasta e multiplista statunitense (Missouri, n. 1882 - Saint Louis, † 1981)
- Charles Jensen, ginnasta danese (Bislev, n. 1885 - Roskilde, † 1920)
- Charles Krause, ginnasta e multiplista statunitense
- Charles Schwartz, ginnasta e multiplista statunitense
- Charles Simmons, ginnasta britannico (Islington, n. 1885 - Cricklewood, † 1945)
- Charles Umbs, ginnasta e multiplista statunitense (Wisconsin, n. 1876 - Saint Louis, † 1958)
- Charles Vigurs, ginnasta britannico (Birmingham, n. 1888 - Grenay, † 1917)

## Giocatori di baseball(14)
- Chief Bender, giocatore di baseball statunitense (Contea di Crow Wing, n. 1884 - Filadelfia, † 1954)
- Charlie Blackmon, giocatore di baseball statunitense (Dallas, n. 1986)
- Charles Comiskey, giocatore di baseball, allenatore di baseball e dirigente sportivo statunitense (Chicago, n. 1859 - Eagle River, † 1931)
- Charlie Gehringer, giocatore di baseball statunitense (Fowlerville, n. 1903 - Bloomfield Hills, † 1993)
- Chick Hafey, giocatore di baseball statunitense (Berkeley, n. 1903 - Calistoga, † 1973)
- Gabby Hartnett, giocatore di baseball e allenatore di baseball statunitense (Woonsocket, n. 1900 - Park Ridge, † 1972)
- Chuck Klein, giocatore di baseball statunitense (Indianapolis, n. 1904 - Indianapolis, † 1958)
- Charlie Morton, giocatore di baseball statunitense (Flemington, n. 1983)
- Kid Nichols, giocatore di baseball statunitense (Madison, n. 1869 - Kansas City, † 1953)
- Charles Radbourn, giocatore di baseball statunitense (Rochester, n. 1854 - Bloomington, † 1897)
- Charlie Robertson, giocatore di baseball statunitense (Dexter, n. 1896 - Fort Worth, † 1984)
- Bullet Rogan, giocatore di baseball e allenatore di baseball statunitense (Oklahoma City, n. 1893 - Kansas City, † 1934)
- Red Ruffing, giocatore di baseball statunitense (Granville, n. 1905 - Mayfield Heights, † 1986)
- Dazzy Vance, giocatore di baseball statunitense (Orient, n. 1891 - Homosassa Springs, † 1961)

## Giocatori di lacrosse(1)
- Charles Scott, giocatore di lacrosse britannico (Dedham, n. 1883 - Bowdon, † 1954)

## Giocatori di roque(2)
- Charles Brown, giocatore di roque statunitense (Onarga, n. 1867 - Oak Park, † 1937)
- Charles Jacobus, giocatore di roque statunitense (Seneca, n. 1840 - Waukesha, † 1922)

## Giocatori di snooker(1)
- Charles Dawson, giocatore di snooker inglese (Huddersfield, n. 1866 - Huddersfield, † 1921)

## Gioiellieri(1)
- Charles Lewis Tiffany, gioielliere statunitense (Killingly, n. 1812 - New York, † 1902)

## Giornalisti(14)
- Georges Besançon, giornalista francese (Parigi, n. 1866 - Bois-Colombes, † 1934)
- Shirley Brooks, giornalista e commediografo inglese (Londra, n. 1816 - † 1874)
- Bruce Catton, giornalista e storico statunitense (n. 1899 - † 1978)
- Charles Dow, giornalista statunitense (Sterling, n. 1851 - Brooklyn, † 1902)
- Charles G. Finney, giornalista statunitense (n. 1905 - † 1984)
- Charles Horman, giornalista e regista statunitense (New York, n. 1942 - Santiago del Cile, † 1973)
- Charles Lapworth, giornalista, attivista e sceneggiatore britannico (Willenhall, n. 1878 - Los Angeles, † 1951)
- Charles Godfrey Leland, giornalista e etnologo statunitense (Filadelfia, n. 1824 - Firenze, † 1903)
- Charles Mackay, giornalista, poeta e paroliere scozzese (Perth, n. 1814 - Londra, † 1889)
- Charles C. Mann, giornalista e saggista statunitense (n. 1955)
- Charles Maurras, giornalista, saggista e politico francese (Martigues, n. 1868 - Tours, † 1952)
- Charles Osborne, giornalista, critico musicale e scrittore britannico (Brisbane, n. 1927 - † 2017)
- Charles Pépin, giornalista e scrittore francese (Saint-Cloud, n. 1960)
- Charlie Rose, giornalista e conduttore televisivo statunitense (Henderson, n. 1942)

## Giuristi(9)
- Charles Amyot, giurista e entomologo francese (Vendreev, n. 1799 - Parigi, † 1866)
- Charles Borgeaud, giurista e storico svizzero (Le Sentier, n. 1861 - Onex, † 1940)
- Charles Debbasch, giurista e politico francese (Tunisi, n. 1937 - Parigi, † 2022)
- Charles Dumoulin, giurista francese (Parigi, n. 1500 - † 1566)
- Charles Fried, giurista, avvocato e filosofo ceco (Praga, n. 1935 - Cambridge, † 2024)
- Charles Evans Hughes, giurista e politico statunitense (Glens Falls, n. 1862 - Osterville, † 1948)
- Charles Loyseau, giurista francese (Nogent-le-Roi, n. 1566 - Parigi, † 1627)
- Charles Molloy, giurista irlandese (n. 1646 - † 1690)
- Charles Bonaventure Marie Toullier, giurista francese (Dol-de-Bretagne, n. 1752 - Rennes, † 1835)

## Golfisti(4)
- Chip Beck, ex golfista statunitense (Fayetteville, n. 1956)
- Charles Sands, golfista e tennista statunitense (New York, n. 1865 - Brookville, † 1945)
- Charles Scudder, golfista statunitense (Saint Louis, n. 1864 - Saint Louis, † 1939)
- Charles Willard, golfista statunitense

## Hockeisti su ghiaccio(5)
- Charly Fasel, hockeista su ghiaccio svizzero (Friburgo, n. 1898 - Ascona, † 1984)
- Charlie Gardiner, hockeista su ghiaccio canadese (Edimburgo, n. 1904 - Winnipeg, † 1934)
- Charlie Hodge, hockeista su ghiaccio canadese (Lachine, n. 1933 - Vancouver, † 2016)
- Chuck Lefley, ex hockeista su ghiaccio canadese (Winnipeg, n. 1950)
- Charles Linglet, hockeista su ghiaccio canadese (Montréal, n. 1982)

## Hockeisti su prato(1)
- Charles Stephen, hockeista su prato indiano (Lahore, n. 1930 - Slough, † 2002)

## Illustratori(5)
- Charles Edward Faxon, illustratore e botanico statunitense (n. 1846 - † 1918)
- Charles Dana Gibson, illustratore statunitense (Roxbury, n. 1867 - New York, † 1944)
- Charles Jacques Édouard Morren, illustratore e botanico belga (Gand, n. 1833 - Liegi, † 1886)
- Charles Wirgman, illustratore britannico (Londra, n. 1832 - Yokohama, † 1891)
- Amédée de Noé, illustratore e fumettista francese (Parigi, n. 1818 - Parigi, † 1879)

## Imprenditori(20)
- Charles Aubert de La Chesnaye, imprenditore francese (Amiens, n. 1632 - Québec, † 1702)
- Charles Bedaux, imprenditore e avventuriero francese (Charenton-le-Pont, n. 1886 - Miami, † 1944)
- Charles Bluhdorn, imprenditore e produttore cinematografico statunitense (Vienna, n. 1926 - Repubblica Dominicana, † 1983)
- Charles Boettcher, imprenditore tedesco (Kölleda, n. 1852 - Denver, † 1948)
- Chuck Feeney, imprenditore e filantropo irlandese (Elizabeth, n. 1931 - San Francisco, † 2023)
- Charles Forte, imprenditore britannico (Monforte, n. 1908 - Londra, † 2007)
- Charles de Ganahl Koch, imprenditore statunitense (Wichita, n. 1935)
- Charles Geschke, imprenditore e informatico statunitense (Cleveland, n. 1939 - Los Altos, † 2021)
- Charles Melville Hays, imprenditore statunitense (Rock Island, n. 1856 - Oceano Atlantico, † 1912)
- Charles J. Hite, imprenditore e produttore cinematografico statunitense (Pleasantville, n. 1876 - † 1914)
- Charles S. Howard, imprenditore statunitense (Marietta, n. 1877 - San Francisco, † 1950)
- Charles Loiseau-Pinson, imprenditore francese (Trôo, n. 1815 - Parigi, † 1876)
- Charles Louis de Maere, imprenditore e compositore belga (Sint-Niklaas, n. 1802 - Gand, † 1885)
- Charlie Munger, imprenditore, avvocato e filantropo statunitense (Omaha, n. 1924 - Los Angeles, † 2023)
- Charles Paterno, imprenditore italiano (Castelmezzano, n. 1878 - New York, † 1946)
- Charles Rolls, imprenditore britannico (Londra, n. 1877 - Bournemouth, † 1910)
- Charles E. Rushmore, imprenditore e avvocato statunitense (New York, n. 1857 - † 1931)
- Charles Saatchi, imprenditore iracheno (Baghdad, n. 1943)
- Charles Schwab, imprenditore statunitense (Sacramento, n. 1937)
- Charles Tennant, imprenditore e chimico scozzese (Laight Corton, n. 1768 - † 1838)

## Impresari teatrali(3)
- Charles Blake Cochran, impresario teatrale, attore e cantante inglese (Lindfield, n. 1872 - Londra, † 1951)
- Charles Frohman, impresario teatrale statunitense (Sandusky, n. 1856 - RMS Lusitania, † 1915)
- Charles Zidler, impresario teatrale francese (Saint-Cloud, n. 1831 - Parigi, † 1897)

## Incisori(5)
- Charles Audran, incisore francese (Parigi, n. 1594 - Parigi, † 1674)
- Charles Doudelet, incisore belga (Lilla, n. 1861 - Gand, † 1938)
- Charles Jameson Grant, incisore e illustratore britannico
- Charles Meryon, incisore, pittore e disegnatore francese (Parigi, n. 1821 - Charenton-le-Pont, † 1868)
- Charles Whitwell, incisore britannico

## Informatici(4)
- Charles Bachman, informatico statunitense (Manhattan, n. 1924 - Lexington, † 2017)
- Tony Hoare, informatico britannico (Colombo, n. 1934)
- Charles Hoskinson, informatico e imprenditore statunitense (Hawaii, n. 1987)
- Charles Simonyi, informatico e astronauta ungherese (Budapest, n. 1948)

## Ingegneri(18)
- Bob Bell, ingegnere britannico (Belfast, n. 1958)
- Charles F. Brush, ingegnere, inventore e imprenditore statunitense (n. 1849 - † 1929)
- Charles Cagniard de Latour, ingegnere e fisico francese (Parigi, n. 1777 - Parigi, † 1859)
- Charles Chevalier, ingegnere e ottico francese (n. 1804 - † 1859)
- Charles Stark Draper, ingegnere statunitense (Windsor, n. 1901 - Cambridge, † 1987)
- Charles de Eendero, ingegnere fiammingo (Bruges)
- Charles Martin Hall, ingegnere e inventore statunitense (Thompson, n. 1863 - Daytona, † 1914)
- Chuck Hull, ingegnere, inventore e imprenditore statunitense (Clifton, n. 1939)
- Charles K. Kao, ingegnere e fisico cinese (Shanghai, n. 1933 - Hong Kong, † 2018)
- Charles F. Kettering, ingegnere statunitense (Loudonville, n. 1876 - Dayton, † 1958)
- Charles Spencer King, ingegnere, progettista e manager britannico (n. 1925 - Coventry, † 2010)
- Charles Lawrance, ingegnere e imprenditore statunitense (Lenox, n. 1882 - East Islip, † 1950)
- Charles LeGeyt Fortescue, ingegnere canadese (York factory, n. 1876 - Pittsburgh, † 1936)
- Charles Hesterman Merz, ingegnere britannico (Gateshead, n. 1874 - † 1940)
- Charles François de Mondion, ingegnere militare e architetto francese (Parigi, n. 1681 - La Valletta, † 1733)
- Charles Algernon Parsons, ingegnere britannico (Londra, n. 1854 - Kingston, † 1931)
- Chuck Peddle, ingegnere statunitense (Bangor, n. 1937 - Santa Cruz, † 2019)
- Charles Vignoles, ingegnere britannico (Woodbrook, n. 1793 - Hythe, † 1875)

## Insegnanti(1)
- Sydney Gibbes, docente inglese (Rotherham, n. 1876 - Londra, † 1963)

## Inventori(8)
- Charles Bourseul, inventore francese (Bruxelles, n. 1829 - Saint-Céré, † 1912)
- Charles Fenerty, inventore e poeta canadese (n. 1821 - Lower Sackville, † 1892)
- Charles Samuel Franklin, inventore inglese (Londra, n. 1879 - Londra, † 1964)
- Charles Goodyear, inventore statunitense (New Haven, n. 1800 - New York, † 1860)
- Charles Francis Jenkins, inventore statunitense (Dayton, n. 1867 - Washington, † 1934)
- Charles William Lancaster, inventore britannico (Londra, n. 1820 - Londra, † 1878)
- Charles Walton, inventore statunitense (Spondon, n. 1921 - Saratoga, † 2011)
- Thomas de Colmar, inventore e imprenditore francese (n. 1785 - † 1870)

## Investigatori(1)
- Charlie Siringo, investigatore, scrittore e avvocato statunitense (Penisola di Matagorda, n. 1856 - † 1928)

## Ittiologi(2)
- Charles Henry Gilbert, ittiologo statunitense (Rockford, n. 1859 - Palo Alto, † 1928)
- Charles Tate Regan, ittiologo britannico (Sherborne, n. 1878 - † 1943)

## Judoka(1)
- Charles Stuart William Palmer, judoka e dirigente sportivo britannico (Ealing, n. 1930 - † 2001)

## Letterati(2)
- Charles Jennens, letterato, mecenate e musicologo inglese (Leicestershire, n. 1700 - † 1773)
- Charles de Sainte-Maure, letterato francese (n. 1610 - Parigi, † 1690)

## Linguisti(4)
- Charles Bally, linguista svizzero (Ginevra, n. 1865 - Ginevra, † 1947)
- Charles Camproux, linguista francese (Marsiglia, n. 1908 - Castelnau-le-Lez, † 1994)
- Charles J. Fillmore, linguista statunitense (Saint Paul, n. 1929 - † 2014)
- Randolph Quirk, linguista britannico (Lambfell, n. 1920 - Londra, † 2017)

## Litografi(1)
- Charles Joseph Hullmandel, litografo britannico (Londra, n. 1789 - Londra, † 1850)

## Liutai(1)
- Charles Jean Baptiste Collin-Mezin, liutaio francese (Mirecourt, n. 1841 - Parigi, † 1923)

## Liutisti(1)
- Charles Mouton, liutista e compositore francese (Rouen)

## Lottatori(8)
- Charles Ackerly, lottatore statunitense (Cuba, n. 1888 - Clearwater, † 1982)
- Charles Clapper, lottatore statunitense (Memphis, n. 1875 - Chicago, † 1937)
- Charles Courant, lottatore svizzero (n. 1896 - Montreux, † 1982)
- Charles Eng, lottatore statunitense (New York, † 1907)
- Charley Johnson, lottatore statunitense (Göteborg, n. 1887 - Los Angeles, † 1967)
- Charles Kouyos, lottatore francese (Marsiglia, n. 1928 - Parigi, † 1994)
- Charles Pacôme, lottatore francese (Bergues, n. 1902 - Wasquehal, † 1978)
- Charles Stevens, lottatore statunitense (Saint Louis, n. 1884 - Saint Louis, † 1942)

## Lunghisti(1)
- Lambert Redd, lunghista statunitense (n. 1908 - † 1986)

## Mafiosi(4)
- Charles Nicoletti, mafioso statunitense (Chicago, n. 1916 - Northlake, † 1977)
- Dean O'Banion, mafioso statunitense (Maroa, n. 1892 - Chicago, † 1924)
- Charles Porter, mafioso e collaboratore di giustizia statunitense (Pittsburgh, n. 1933 - Penn Hills, † 2016)
- Charles Sabini, mafioso britannico (Clerkenwell, n. 1888 - Hove, † 1950)

## Magistrati(2)
- Charles de Brosses, magistrato, filosofo e linguista francese (Digione, n. 1709 - Parigi, † 1777)
- Charles Louis L'Héritier de Brutelle, magistrato e botanico francese (n. 1746 - Parigi, † 1800)

## Maratoneti(4)
- Charles Hefferon, maratoneta e mezzofondista sudafricano (Newbury, n. 1878 - Orangeville, † 1931)
- Charles Muneria, maratoneta e mezzofondista keniota (n. 1996)
- Charlie Spedding, ex maratoneta e mezzofondista britannico (Bishop Auckland, n. 1952)
- Charles Tangus, ex maratoneta e mezzofondista keniota (n. 1974)

## Marciatori(1)
- Charlie Gunn, marciatore britannico (St Pancras, n. 1885 - Chichester, † 1983)

## Martellisti(1)
- Charles Chadwick, martellista, pesista e tiratore di fune statunitense (New York, n. 1874 - Boston, † 1953)

## Matematici(15)
- Charles Babbage, matematico e filosofo britannico (Londra, n. 1791 - Londra, † 1871)
- Charles Julien Brianchon, matematico francese (Sèvres, n. 1783 - Versailles, † 1864)
- Charles Cobb, matematico e economista statunitense (n. 1875 - † 1949)
- Charles Ehresmann, matematico francese (Strasburgo, n. 1905 - Amiens, † 1979)
- Charles Fefferman, matematico statunitense (Washington, n. 1949)
- Charles Hayes, matematico inglese (n. 1678 - † 1760)
- Charles Hermite, matematico francese (Dieuze, n. 1822 - Parigi, † 1901)
- Charles Hutton, matematico inglese (Newcastle upon Tyne, n. 1737 - Londra, † 1823)
- Charles Marie de La Condamine, matematico e geografo francese (Parigi, n. 1701 - Parigi, † 1774)
- Charles Labelye, matematico e ingegnere svizzero (Vevey, n. 1705 - † 1762)
- Charles Sanders Peirce, matematico, filosofo e semiologo statunitense (Cambridge, n. 1839 - Milford, † 1914)
- Émile Picard, matematico francese (Parigi, n. 1856 - Parigi, † 1941)
- Charles Sheffield, matematico, fisico e scrittore di fantascienza britannico (Kingston upon Hull, n. 1935 - Silver Spring, † 2002)
- Charles Jean de la Vallée-Poussin, matematico belga (Lovanio, n. 1866 - Watermael-Boitsfort, † 1962)
- C. T. C. Wall, matematico britannico (Bristol, n. 1936)

## Medaglisti(1)
- Charles Edward Barber, medaglista statunitense (Londra, n. 1840 - Filadelfia, † 1917)

## Medici(18)
- Charles Achard, medico francese (Parigi, n. 1860 - Versailles, † 1944)
- Charles Herbert Best, medico canadese (West Pembroke, n. 1899 - Toronto, † 1978)
- Charles Bouvard, medico, chirurgo e chimico francese (Montoire-sur-le-Loir, n. 1572 - Parigi, † 1658)
- Charles Combe, medico e numismatico britannico (Londra, n. 1743 - † 1817)
- Charles Victor Daremberg, medico francese (Digione, n. 1817 - Le Mesnil-le-Roi, † 1872)
- Charles Bernard Desormes, medico e chimico francese (Digione, n. 1771 - Verberie, † 1862)
- Charles Estienne, medico e scrittore francese (Parigi, n. 1504 - † 1564)
- Charles Foix, medico e neurologo francese (Salies-de-Béarn, n. 1882 - † 1927)
- Charles Louis Alphonse Laveran, medico francese (Parigi, n. 1845 - Parigi, † 1922)
- Charles Frédéric Martins, medico, botanico e geologo francese (Parigi, n. 1806 - Parigi, † 1889)
- Charles Horace Mayo, medico statunitense (Rochester, n. 1865 - Chicago, † 1939)
- Charles Jules Henri Nicolle, medico e biologo francese (Rouen, n. 1866 - Tunisi, † 1936)
- Charles Patin, medico, chirurgo e numismatico francese (Parigi, n. 1633 - Padova, † 1693)
- Charles Pravaz, medico francese (Pont-de-Beauvoisin, n. 1791 - Lione, † 1853)
- Charles Robert Richet, medico e fisiologo francese (Parigi, n. 1850 - Parigi, † 1935)
- Charles Scott Sherrington, medico, neurofisiologo e patologo inglese (Islington, n. 1857 - Eastbourne, † 1952)
- Charles Émile Troisier, medico francese (Sévigny-Waleppe, n. 1844 - Parigi, † 1919)
- Charles West, medico britannico (Londra, n. 1816 - Parigi, † 1898)

## Mercanti(1)
- Charles Lennox Richardson, mercante britannico (n. 1834 - † 1862)

## Mercanti d'arte(1)
- Charles Augustus Howell, mercante d'arte portoghese (Porto, n. 1840 - Chelsea, † 1890)

## Mezzofondisti(8)
- Wade Bell, mezzofondista statunitense (Ogden, n. 1945 - Eugene, † 2024)
- Charles Bennett, mezzofondista e siepista britannico (Shapwick, n. 1871 - Bournemouth, † 1948)
- Joe Blewitt, mezzofondista e siepista britannico (Upton-upon-Severn, n. 1895 - Birmingham, † 1954)
- Charles Cheruiyot, ex mezzofondista e ex maratoneta keniota (n. 1988)
- Charles Grethen, mezzofondista lussemburghese (Tuntange, n. 1992)
- Chuck Hornbostel, mezzofondista statunitense (Evansville, n. 1911 - New London, † 1989)
- Charles Kamathi, mezzofondista e maratoneta keniota (Nyeri, n. 1978)
- Charles Philibert-Thiboutot, mezzofondista canadese (n. 1990)

## Micologi(1)
- Charles Horton Peck, micologo e botanico statunitense (Sand Lake, n. 1833 - Menands, † 1917)

## Microbiologi(2)
- Charles Chamberland, microbiologo francese (Chilly-le-Vignoble, n. 1851 - Parigi, † 1908)
- Charles Thom, microbiologo e micologo statunitense (Minonk, n. 1872 - Port Jefferson, † 1956)

## Mimi(1)
- Paul Legrand, mimo francese (Saintes, n. 1816 - Parigi, † 1898)

## Mineralogisti(1)
- Charles Alfred Anderson, mineralogista statunitense (Bloomington, n. 1902 - Pomona, † 1990)

## Missionari(3)
- Charles Duparquet, missionario, botanico e esploratore francese (L'Aigle, n. 1830 - Loango, † 1888)
- Charles Lavigne, missionario e vescovo cattolico francese (Marvejols, n. 1840 - Montpellier, † 1913)
- Charles Van den Ouwelant, missionario e vescovo cattolico olandese (Zundert, n. 1911 - Butuan, † 2003)

## Mistici(1)
- Charles Fillmore, mistico statunitense (Saint Cloud, n. 1854 - † 1948)

## Monaci cristiani(1)
- Charles Jegge, monaco cristiano, presbitero e scrittore svizzero (Cozzano, n. 1914 - Abbazia di Notre-Dame de Tamié, † 1995)

## Montatori(1)
- Charles Nelson, montatore statunitense (n. 1901 - Los Angeles, † 1997)

## Multiplisti(1)
- Charles Lomberg, multiplista svedese (Göteborg, n. 1886 - Göteborg, † 1966)

## Musicisti(8)
- Buddy Bolden, musicista statunitense (New Orleans, n. 1877 - Jackson, † 1931)
- Charles Dibdin, musicista, drammaturgo e romanziere inglese (Southampton, n. 1745 - Londra, † 1814)
- Charles Gayle, musicista, polistrumentista e docente statunitense (Buffalo, n. 1939 - New York, † 2023)
- Chaz Jankel, musicista, compositore e produttore discografico britannico (Stanmore, n. 1952)
- Tom Johnston, musicista, chitarrista e cantautore statunitense (Visalia, n. 1948)
- Charles Leirens, musicista e fotografo belga (Gand, n. 1888 - Bruxelles, † 1963)
- Chuck Rolando, musicista e cantante statunitense (New York, n. 1952)
- Charles Webster, musicista e produttore discografico britannico (Matlock)

## Musicologi(3)
- Charlie Gillett, musicologo, conduttore radiofonico e produttore discografico britannico (Morecambe, n. 1942 - † 2010)
- Charles Seeger, musicologo, compositore e docente statunitense (Città del Messico, n. 1886 - Bridgewater, † 1979)
- Charles Van den Borren, musicologo belga (Ixelles, n. 1874 - Uccle, † 1966)

## Naturalisti(8)
- Charles Frédéric Dubois, naturalista belga (n. 1804 - † 1867)
- Charles Konig, naturalista tedesco (Braunschweig, n. 1774 - Londra, † 1851)
- Charles Léopold Laurillard, naturalista francese (Montbéliard, n. 1783 - Parigi, † 1853)
- Charles Alexandre Lesueur, naturalista, esploratore e pittore francese (Le Havre, n. 1778 - Sainte-Adresse, † 1846)
- Charles Joseph de Villers, naturalista e entomologo francese (Rennes, n. 1724 - Rennes, † 1810)
- Charles Athanase Walckenaer, naturalista e letterato francese (Parigi, n. 1771 - Parigi, † 1852)
- Charles Waterton, naturalista e esploratore britannico (Walton Hall, n. 1782 - Walton Hall, † 1865)
- Charles Wyville Thomson, naturalista e esploratore scozzese (Bonsyde, n. 1830 - † 1882)

## Navigatori(3)
- Charles Brisbane, marinaio britannico (Inghilterra, n. 1769 - Saint Vincent, † 1829)
- Charles Lightoller, marinaio britannico (Chorley, n. 1874 - Richmond upon Thames, † 1952)
- Charles de Menou d'Aulnay, navigatore, militare e funzionario francese (Charnizay, n. 1604 - Port-Royal, † 1650)

## Numismatici(1)
- Charles d'Orléans de Rothelin, numismatico, teologo e presbitero francese (Parigi, n. 1691 - Parigi, † 1744)

## Nuotatori(8)
- Charlie Daniels, nuotatore statunitense (Dayton, n. 1885 - Carmel Valley Village, † 1973)
- Charles Devendeville, nuotatore e pallanuotista francese (Lesquin, n. 1882 - Reims, † 1914)
- Charles Hickcox, nuotatore statunitense (Phoenix, n. 1947 - San Diego, † 2010)
- Charlie Houchin, ex nuotatore statunitense (Lake Forrest, n. 1987)
- Werner Kopp, nuotatore e pallanuotista svizzero (Rorschach, n. 1902 - † 2000)
- Chip Peterson, nuotatore statunitense (Morehead City, n. 1987)
- Charles Rihoux, nuotatore francese (Reims, n. 1998)
- Charles Rozoy, nuotatore francese (Chenôve, n. 1987)

## Oboisti(1)
- Charles Triébert, oboista francese (Parigi, n. 1810 - † 1867)

## Operai(1)
- Charles Ostyn, operaio francese (Parigi, n. 1823 - Argenteuil, † 1912)

## Orafi(1)
- Charles Christofle, orafo e imprenditore francese (Parigi, n. 1805 - Brunoy, † 1863)

## Organari(1)
- Charles Spackman Barker, organaro e inventore britannico (Bath, n. 1804 - Maidstone, † 1879)

## Organisti(3)
- Charles Piroye, organista, clavicembalista e compositore francese (Lilla, † 1724)
- Charles Quef, organista e compositore francese (Lilla, n. 1873 - Parigi, † 1931)
- Charles Racquet, organista e compositore francese (n. 1597 - † 1664)

## Orientalisti(1)
- Charles Cutler Torrey, orientalista, archeologo e storico delle religioni statunitense (n. 1863 - † 1956)

## Ornitologi(7)
- William Beebe, ornitologo, entomologo e esploratore statunitense (New York, n. 1877 - Arima, † 1962)
- Charles Chubb, ornitologo britannico (Salisbury, n. 1851 - Londra, † 1924)
- Charles Barney Cory, ornitologo e golfista statunitense (Boston, n. 1857 - † 1921)
- Charles Wallace Richmond, ornitologo statunitense (Kenosha, n. 1868 - Washington, † 1932)
- Charles Sibley, ornitologo e biologo statunitense (n. 1917 - † 1998)
- Charles Vaurie, ornitologo statunitense (Beaulieu-sur-Dordogne, n. 1906 - Reading, † 1975)
- Charles de Souancé, ornitologo francese (n. 1823 - † 1896)

## Orologiai(2)
- Charles Cabrier II, orologiaio inglese
- Charles Frodsham, orologiaio britannico (n. 1810 - † 1871)

## Ostacolisti(2)
- Charles Bacon, ostacolista, velocista e mezzofondista statunitense (Brooklyn, n. 1885 - Fort Lauderdale, † 1968)
- Charles Moore, ostacolista e velocista statunitense (Coatesville, n. 1929 - Los Angeles, † 2020)

## Paleontologi(2)
- Charles William Andrews, paleontologo britannico (Hampstead, n. 1866 - † 1924)
- Charles Whitney Gilmore, paleontologo statunitense (n. 1874 - † 1945)

## Pallanuotisti(16)
- Stewart Barrett, pallanuotista irlandese (n. 1901 - Dublino, † 1982)
- Charles Biefer, pallanuotista svizzero (n. 1896)
- Chuck Bittick, pallanuotista e nuotatore statunitense (El Reno, n. 1939 - Yorba Linda, † 2005)
- Charlie Brand, pallanuotista britannico (Manchester, n. 1916 - Blackpool, † 1984)
- Charles Bugbee, pallanuotista britannico (Stratford, n. 1887 - Edgware, † 1959)
- Charley Finn, pallanuotista statunitense (Bakersfield, n. 1897 - Los Angeles, † 1974)
- Eric Forsyth, pallanuotista britannico (Manchester, n. 1885 - Manchester, † 1951)
- Charles Healy, pallanuotista statunitense (Chicago, n. 1883)
- Charles Horn, pallanuotista svizzero
- Charles Lambert, pallanuotista francese (Strasburgo, n. 1932 - Strasburgo, † 1990)
- Harold McCallister, pallanuotista statunitense (Madison, n. 1903 - San Marino, † 1997)
- Chick McIlroy, ex pallanuotista statunitense (Minot, n. 1938)
- Charles Mersch, pallanuotista lussemburghese (Lussemburgo, n. 1908 - Lussemburgo, † 1996)
- Charles Smith, pallanuotista britannico (Wigan, n. 1879 - Southport, † 1951)
- Charles Treffel, pallanuotista francese (Lilla, n. 1875 - Lilla, † 1947)
- Barry Weitzenberg, ex pallanuotista statunitense (Palo Alto, n. 1946)

## Pallavolisti(1)
- Karch Kiraly, ex pallavolista, ex giocatore di beach volley e allenatore di pallavolo statunitense (Jackson, n. 1960)

## Parolieri(1)
- Charles Hart, paroliere britannico (Londra, n. 1961)

## Partigiani(1)
- Charles Tillon, partigiano, politico e saggista francese (Rennes, n. 1897 - Marsiglia, † 1993)

## Pastori metodisti(1)
- Charles Albert Tindley, pastore metodista statunitense (Berlin, n. 1851 - Filadelfia, † 1933)

## Pastori protestanti(3)
- Charles Harold Dodd, pastore protestante britannico (Wrexham, n. 1884 - Goring-on-Thames, † 1973)
- Charles Drelincourt, pastore protestante e teologo francese (Sedan, n. 1595 - Charenton-le-Pont, † 1669)
- Charles Morton, pastore protestante inglese (Pendavy, n. 1627 - Cambridge, † 1698)

## Patrioti(1)
- Charles Stewart Parnell, patriota e politico irlandese (Contea di Wicklow, n. 1846 - Brighton, † 1891)

## Pattinatori artistici su ghiaccio(2)
- Charles Snelling, ex pattinatore artistico su ghiaccio canadese (Toronto, n. 1937)
- Charles Tickner, ex pattinatore artistico su ghiaccio statunitense (Lafayette, n. 1953)

## Pattinatori di short track(1)
- Charles Hamelin, pattinatore di short track canadese (Lévis, n. 1984)

## Pattinatori di velocità su ghiaccio(2)
- Charles Jewtraw, pattinatore di velocità su ghiaccio statunitense (Contea di Clinton, n. 1900 - Palm Beach, † 1996)
- Charles Mathiesen, pattinatore di velocità su ghiaccio norvegese (Drammen, n. 1911 - Drammen, † 1994)

## Pedagogisti(2)
- Charles Hoole, pedagogista britannico (Wakefield, n. 1610 - Stock, † 1667)
- Charles François Lhomond, pedagogo e grammatico francese (Chaulnes, n. 1727 - Parigi, † 1794)

## Pentatleti(2)
- Charles Fernandez, pentatleta guatemalteco (Dayton, n. 1995)
- Charles Leonard, pentatleta statunitense (Fort Snelling, n. 1913 - Fort Belvoir, † 2006)

## Percussionisti(1)
- Don Alias, percussionista e batterista statunitense (New York, n. 1939 - New York, † 2006)

## Personaggi televisivi(1)
- Charles Van Doren, personaggio televisivo statunitense (New York, n. 1926 - Canaan, † 2019)

## Pianisti(4)
- Charles Hallé, pianista e direttore d'orchestra tedesco (Hagen, n. 1819 - Manchester, † 1895)
- Charles Rosen, pianista, musicologo e scrittore statunitense (New York, n. 1927 - New York, † 2012)
- Charles Scharrès, pianista, compositore e pedagogo belga (Liegi, n. 1888 - Bruxelles, † 1957)
- Charles Thompson, pianista, organista e arrangiatore statunitense (Springfield, n. 1918 - Tokyo, † 2016)

## Piloti automobilistici(13)
- Tony Brooks, pilota automobilistico britannico (Dukinfield, n. 1932 - Londra, † 2022)
- George Connor, pilota automobilistico statunitense (Rialto, n. 1908 - Hesperia, † 2001)
- Chuck Daigh, pilota automobilistico statunitense (Long Beach, n. 1923 - Newport Beach, † 2008)
- Ray Keech, pilota automobilistico statunitense (Coatesville, n. 1900 - Tipton, † 1929)
- Charles Leclerc, pilota automobilistico monegasco (Monte Carlo, n. 1997)
- Mike Magill, pilota automobilistico statunitense (Haddonfield, n. 1920 - Haddonfield, † 2006)
- Charles Milesi, pilota automobilistico francese (Chaumont-la-Ville, n. 2001)
- Charles Pic, ex pilota automobilistico francese (Montélimar, n. 1990)
- Charles Pozzi, pilota automobilistico francese (Parigi, n. 1909 - Levallois-Perret, † 2001)
- Chuck Stevenson, pilota automobilistico statunitense (Sidney, n. 1919 - Benson, † 1995)
- Charles de Tornaco, pilota di Formula 1 belga (Bruxelles, n. 1927 - Modena, † 1953)
- Charles Weerts, pilota automobilistico belga (Verviers, n. 2001)
- Chuck Weyant, pilota automobilistico statunitense (St. Marys, n. 1923 - Springfield, † 2017)

## Piloti motociclistici(2)
- Chas Mortimer, pilota motociclistico britannico (Shere, n. 1949)
- Charlie Williams, pilota motociclistico britannico (Kelsall, n. 1950)

## Pionieri dell'aviazione(1)
- Charles Voisin, pioniere dell'aviazione francese (Lione, n. 1882 - Corcelles-en-Beaujolais, † 1912)

## Pirati(1)
- Charles Vane, pirata inglese (n. 1680 - Port Royal, † 1721)

## Pistard(8)
- Charles Henry Bartlett, pistard britannico (Southwark, n. 1885 - Enfield, † 1968)
- Charlie Brooks, pistard britannico (West Malling, n. 1881 - Leicester, † 1937)
- Charles Coste, ex pistard francese (Ollioules, n. 1924)
- Charles Denny, pistard britannico (Battersea, n. 1886 - Londra, † 1971)
- Charles Holland, pistard e ciclista su strada britannico (Aldridge, n. 1908 - Aldridge, † 1989)
- Charles King, pistard britannico (Putney, n. 1911 - Wellington, † 2001)
- Charles Rampelberg, pistard francese (Tourcoing, n. 1909 - Perthes, † 1982)
- Charles Schlee, pistard statunitense (Copenaghen, n. 1873 - Cambridge, † 1947)

## Poeti(19)
- Charles Anderson Dana, poeta e pubblicista statunitense (Hinsdale, n. 1819 - Glen Cove, † 1897)
- Charles Baudelaire, poeta, scrittore e critico letterario francese (Parigi, n. 1821 - Parigi, † 1867)
- Charles Bernstein, poeta e saggista statunitense (New York, n. 1950)
- Charles Blanc, poeta e critico d'arte francese (Castres, n. 1813 - Parigi, † 1882)
- Charles Cotin, poeta, filosofo e predicatore francese (Parigi, n. 1604 - Parigi, † 1681)
- Charles Cros, poeta, inventore e scrittore francese (Fabrezan, n. 1842 - Parigi, † 1888)
- Charles Montagu Doughty, poeta, scrittore e viaggiatore inglese (Theberton Hall, n. 1843 - Sissinghurst, † 1926)
- Charles Follen, poeta e docente tedesco (Romrod, n. 1796 - Long Island Sound, † 1840)
- Charles Gavan Duffy, poeta e politico irlandese (Monaghan, n. 1816 - Nizza, † 1903)
- Charles Le Goffic, poeta, romanziere e critico letterario francese (Lannion, n. 1863 - Lannion, † 1932)
- Charles Marie René Leconte de Lisle, poeta, traduttore e critico letterario francese (Saint-Paul, n. 1818 - Voisins, † 1894)
- Charles Lloyd, poeta inglese (Birmingham, n. 1775 - nei pressi di Versailles, † 1839)
- Charles Olson, poeta statunitense (Worcester, n. 1910 - New York, † 1970)
- Charles de Sainte-Marthe, poeta, umanista e teologo francese (Fontevraud-l'Abbaye, n. 1512 - Alençon, † 1555)
- Charles Simić, poeta e traduttore statunitense (Belgrado, n. 1938 - Dover, † 2023)
- Charles Sorley, poeta e militare scozzese (Aberdeen, n. 1895 - Hulluch, † 1915)
- Charles Van Lerberghe, poeta, drammaturgo e scrittore belga (Gand, n. 1861 - Bruxelles, † 1907)
- C. K. Williams, poeta, critico letterario e traduttore statunitense (Newark, n. 1936 - Hopewell, † 2015)
- Charles Wright, poeta e traduttore statunitense (Pickwick Dam, n. 1935)

## Politologi(2)
- Charles Murray, politologo statunitense (Newton, n. 1943)
- Charles Onana, politologo, giornalista e saggista francese (n. 1964)

## Poliziotti(1)
- Charles Becker, poliziotto statunitense (Callicoon, n. 1870 - Sing Sing, † 1915)

## Predicatori(2)
- Charles Taze Russell, predicatore statunitense (Pittsburgh, n. 1852 - Pampa, † 1916)
- Charles Spurgeon, predicatore britannico (Kelvedon, n. 1834 - Mentone, † 1892)

## Presbiteri(12)
- Charles Cavendish-Bentinck, prete britannico (n. 1817 - † 1865)
- Charles de Condren, presbitero francese (Vauxbuin, n. 1588 - Parigi, † 1641)
- Charles Coughlin, presbitero statunitense (Hamilton, n. 1891 - Bloomfield Hills, † 1979)
- Charles E. Curran, presbitero e teologo statunitense (Rochester, n. 1934)
- Charles Démia, presbitero francese (Bourg-en-Bresse, n. 1637 - Lione, † 1689)
- Carlo Garnier, presbitero e missionario francese (Parigi, n. 1605 - Lago Huron, † 1649)
- Charles Loyson, presbitero, predicatore e scrittore francese (Orléans, n. 1827 - Parigi, † 1912)
- Charles F. D. Moule, presbitero, teologo e biblista britannico (Hangzhou, n. 1908 - Leigh, † 2007)
- Charles Nerinckx, prete e missionario belga (Herfelingen, n. 1761 - Sainte Geneviève, † 1824)
- Charles Nyamiti, presbitero e teologo tanzaniano (n. 1931 - † 2020)
- Charles William Russell, presbitero e saggista irlandese (Killough, n. 1812 - Dublino, † 1880)
- Charles Wesley, presbitero inglese (Epworth, n. 1707 - † 1788)

## Produttori cinematografici(9)
- Charles Band, produttore cinematografico, regista e sceneggiatore statunitense (Los Angeles, n. 1951)
- Fratelli Christie, produttore cinematografico e regista cinematografico canadese (London, n. 1882 - Beverly Hills, † 1955)
- Charles Feldman, produttore cinematografico statunitense (New York, n. 1904 - Beverly Hills, † 1968)
- Charles Gillibert, produttore cinematografico francese (Tassin-la-Demi-Lune, n. 1977)
- Charles H. Joffe, produttore cinematografico statunitense (New York, n. 1929 - Los Angeles, † 2008)
- Chad Oman, produttore cinematografico statunitense (Wichita Falls, n. 1965)
- Charles Pathé, produttore cinematografico francese (Chevry-Cossigny, n. 1863 - Monte Carlo, † 1957)
- Charles Roven, produttore cinematografico statunitense (Los Angeles, n. 1949)
- Charles B. Wessler, produttore cinematografico e sceneggiatore statunitense (Los Angeles, n. 1955)

## Produttori discografici(1)
- Chuck Plotkin, produttore discografico statunitense (Los Angeles, n. 1942)

## Produttori teatrali(1)
- Charles Dillingham, produttore teatrale statunitense (Hartford, n. 1868 - New York, † 1934)

## Produttori televisivi(1)
- Charles Sellier, produttore televisivo, sceneggiatore e romanziere statunitense (Pascagoula, n. 1943 - Coeur d'Alene, † 2011)

## Progettisti(4)
- Charles Brown, progettista e imprenditore inglese (Uxbridge, n. 1827 - Basilea, † 1905)
- Charles Eugene Lancelot Brown, progettista e imprenditore svizzero (Winterthur, n. 1863 - Montagnola, † 1924)
- Charles Fauvel, progettista e aviatore francese (Angers, n. 1904 - Genova, † 1979)
- Gérald Genta, progettista e gioielliere svizzero (Ginevra, n. 1931 - † 2011)

## Psichiatri(1)
- Charles Socarides, psichiatra e psicologo statunitense (Brockton, n. 1922 - Manhattan, † 2005)

## Psicoanalisti(2)
- Charles Baudouin, psicoanalista francese (Nancy, n. 1893 - Plan-les-Ouates, † 1963)
- Charles Brenner, psicoanalista statunitense (Boston, n. 1913 - New York, † 2008)

## Psicologi(4)
- Charles Daly King, psicologo e scrittore statunitense (New York, n. 1895 - Bermuda, † 1963)
- Charles E. Osgood, psicologo statunitense (Somerville, n. 1916 - Champaign, † 1991)
- Charles Spearman, psicologo e statistico britannico (Londra, n. 1863 - Londra, † 1945)
- Charles Spence, psicologo britannico (n. 1969)

## Pubblicitari(1)
- Charles Loupot, pubblicitario francese (Nizza, n. 1892 - Les Arcs-sur-Argens, † 1962)

## Pugili(11)
- Charles Adkins, pugile statunitense (Gary, n. 1932 - Gary, † 1993)
- Charley Burley, pugile statunitense (Bessemer, n. 1917 - † 1992)
- Charles Catterall, pugile sudafricano (n. 1914 - † 1966)
- Charles Humez, pugile francese (Méricourt, n. 1927 - Bois-Bernard, † 1979)
- Sonny Liston, pugile statunitense (Sand Slough, n. 1932 - Las Vegas, † 1970)
- Charles Martin, pugile statunitense (Saint Louis, n. 1986)
- Charles Mayer, pugile statunitense (Molsheim, n. 1882 - Sonoma, † 1972)
- Kid McCoy, pugile e attore statunitense (Moscow, n. 1872 - † 1940)
- Charley Mitchell, pugile britannico (Birmingham, n. 1861 - † 1918)
- Charley Morris, pugile britannico (n. 1879 - † 1959)
- Chuck Wepner, ex pugile statunitense (New York, n. 1939)

## Rapper(5)
- Chali 2na, rapper statunitense (Chicago, n. 1971)
- Julio Foolio, rapper statunitense (Jacksonville, n. 1998 - Tampa, † 2024)
- Keak da Sneak, rapper statunitense (Oakland, n. 1977)
- 88-Keys, rapper e beatmaker statunitense (New York, n. 1976)
- Wish Bone, rapper statunitense (Cleveland, n. 1975)

## Registi(43)
- Charles Ashley, regista e attore inglese (Londra, n. 1872)
- Charles Barton, regista e produttore cinematografico statunitense (San Francisco, n. 1902 - Burbank, † 1981)
- Charles Brabin, regista, sceneggiatore e attore britannico (Liverpool, n. 1882 - † 1957)
- Tod Browning, regista, attore e sceneggiatore statunitense (Louisville, n. 1880 - Hollywood, † 1962)
- Charles Burguet, regista, sceneggiatore e attore francese (Parigi, n. 1878 - † 1946)
- Charles Burnett, regista, sceneggiatore e direttore della fotografia statunitense (Vicksburg, n. 1944)
- Charles Calvert, regista e attore britannico (Londra, † 1957)
- Charles Chauvel, regista, sceneggiatore e attore australiano (Warwick, n. 1897 - Sydney, † 1959)
- Charles Correll, regista e direttore della fotografia statunitense (Los Angeles, n. 1944 - Tarzana, † 2004)
- Charles Crichton, regista e montatore inglese (Wallasey, n. 1910 - Londra, † 1999)
- Charles Dekeukeleire, regista e saggista belga (Ixelles, n. 1905 - Werchter, † 1971)
- Charles Dera, regista e attore pornografico statunitense (Filadelfia, n. 1978)
- Charles Dorian, regista e attore statunitense (Santa Monica, n. 1891 - Albuquerque, † 1942)
- Charles H. Eglee, regista e produttore televisivo statunitense (New Haven, n. 1951)
- Charles H. France, regista, sceneggiatore e attore statunitense (Decatur, n. 1870 - Onarga, † 1940)
- Charles Frend, regista e montatore britannico (Pulborough, n. 1909 - Londra, † 1977)
- Charles L. Gaskill, regista, sceneggiatore e attore statunitense (New Bern, n. 1870 - Los Angeles, † 1943)
- Charles Giblyn, regista e attore statunitense (Watertown, n. 1871 - Los Angeles, † 1934)
- Charles F. Haas, regista statunitense (Chicago, n. 1913 - Los Angeles, † 2011)
- Charles Herman-Wurmfeld, regista, attore e produttore cinematografico statunitense (n. 1966)
- Charles Jarrott, regista e attore inglese (Londra, n. 1927 - Woodland Hills, † 2011)
- Chuck Jones, regista, produttore cinematografico e sceneggiatore statunitense (Spokane, n. 1912 - Newport Beach, † 2002)
- Charles Kent, regista e attore inglese (Londra, n. 1852 - Brooklyn, † 1923)
- Charles Lamont, regista statunitense (San Pietroburgo, n. 1895 - Los Angeles, † 1993)
- Chuck Lorre, regista, sceneggiatore e produttore televisivo statunitense (New York, n. 1952)
- Charles Maigne, regista e sceneggiatore statunitense (Richmond, n. 1879 - San Francisco, † 1929)
- Charles Marquis Warren, regista, sceneggiatore e produttore cinematografico statunitense (Baltimora, n. 1912 - Los Angeles, † 1990)
- Charles Maudru, regista francese (Saint-Rémy-aux-Bois, n. 1859 - Parigi, † 1935)
- Charles Miller, regista e attore statunitense (Saginaw, n. 1857 - New York, † 1936)
- Charles B. Pierce, regista, sceneggiatore e produttore cinematografico statunitense (Hammond, n. 1938 - Dover, † 2010)
- Charles Raymond, regista, attore e sceneggiatore britannico (Londra, n. 1858 - † 1930)
- Charles Reisner, regista e attore statunitense (Minneapolis, n. 1887 - La Jolla, † 1962)
- Alexandre Rockwell, regista, produttore cinematografico e sceneggiatore statunitense (Boston, n. 1956)
- Chuck Russell, regista, sceneggiatore e produttore cinematografico statunitense (Highland Park, n. 1958)
- Charles Saunders, regista e montatore britannico (Paddington, n. 1904 - Denham, † 1997)
- Charles M. Seay, regista, sceneggiatore e attore statunitense (Atlanta, n. 1867 - Palestine, † 1944)
- Charles Shyer, regista, produttore cinematografico e sceneggiatore statunitense (Los Angeles, n. 1941 - Los Angeles, † 2024)
- Charles Stone III, regista statunitense (Filadelfia, n. 1966)
- Charles Sturridge, regista britannico (Londra, n. 1951)
- Charles Swickard, regista, attore e sceneggiatore tedesco (n. 1861 - Fresno, † 1929)
- Charles Vidor, regista statunitense (Budapest, n. 1900 - Vienna, † 1959)
- Chuck Vincent, regista e sceneggiatore statunitense (Michigan, n. 1940 - Florida, † 1991)
- Charles Walters, regista, ballerino e coreografo statunitense (Brooklyn, n. 1911 - Malibù, † 1982)

## Religiosi(4)
- Charles d'Ambleville, religioso, compositore e organista francese (diocesi di Évreux, n. 1588 - Rouen, † 1637)
- Charles Albert Berry, religioso britannico (Bradshawgate, n. 1852 - Bilston, † 1899)
- Charles de Foucauld, religioso francese (Strasburgo, n. 1858 - Tamanrasset, † 1916)
- Charles Wood, II visconte Halifax, religioso inglese (Londra, n. 1839 - Hickleton, † 1934)

## Rugbisti a 15(4)
- Charles Gondouin, rugbista a 15 e tiratore di fune francese (Parigi, n. 1875 - Parigi, † 1947)
- Charlie Hodgson, rugbista a 15 inglese (Halifax, n. 1980)
- Luke McAlister, ex rugbista a 15 neozelandese (Waitara, n. 1983)
- Charles Ollivon, rugbista a 15 francese (Saint-Pée-sur-Nivelle, n. 1993)

## Saggisti(1)
- Charles Dudley Warner, saggista e scrittore statunitense (Plainfield, n. 1829 - Hartford, † 1900)

## Sassofonisti(4)
- Charles Lloyd, sassofonista e compositore statunitense (Memphis, n. 1938)
- Charles McPherson, sassofonista statunitense (Joplin, n. 1939)
- Charlie Parker, sassofonista e compositore statunitense (Kansas City, n. 1920 - New York, † 1955)
- Charlie Ventura, sassofonista statunitense (Filadelfia, n. 1916 - Pleasantville, † 1992)

## Scacchisti(2)
- Charles Jaffe, scacchista russo (Dubroŭna, n. 1879 - New York, † 1941)
- Charles Stanley, scacchista britannico (Brighton, n. 1819 - New York, † 1901)

## Sceneggiatori(10)
- C. Graham Baker, sceneggiatore e regista statunitense (Evansville, n. 1883 - Los Angeles, † 1950)
- Charles Bennett, sceneggiatore, regista e attore britannico (Shoreham-by-Sea, n. 1899 - Los Angeles, † 1995)
- Charles Brackett, sceneggiatore e produttore cinematografico statunitense (Saratoga Springs, n. 1892 - Los Angeles, † 1969)
- Charles B. Griffith, sceneggiatore, attore e regista statunitense (Chicago, n. 1930 - San Diego, † 2007)
- Charlie Kaufman, sceneggiatore, produttore cinematografico e regista statunitense (New York, n. 1958)
- Charles Kenyon, sceneggiatore e commediografo statunitense (San Francisco, n. 1880 - Hollywood, † 1961)
- Charles Randolph, sceneggiatore e produttore cinematografico statunitense (Nashville)
- Charles Schnee, sceneggiatore statunitense (Bridgeport, n. 1916 - Beverly Hills, † 1963)
- Charles Spaak, sceneggiatore belga (Saint-Gilles, n. 1903 - Nizza, † 1975)
- C. Gardner Sullivan, sceneggiatore statunitense (Stillwater, n. 1884 - Los Angeles, † 1965)

## Scenografi(2)
- Charles D. Hall, scenografo britannico (Norwich, n. 1888 - Los Angeles, † 1970)
- Charles Wood, scenografo e effettista statunitense

## Schermidori(12)
- Charles Louis de Beaumont, schermidore britannico (Liverpool, n. 1902 - Knightsbridge, † 1972)
- Charles Briceño, schermidore venezuelano (n. 1980)
- Charles Clappier, schermidore francese (Lione, n. 1867)
- Charles Collignon, schermidore francese (Parigi, n. 1877 - Parigi, † 1945)
- Charles Crahay, schermidore belga (Anversa, n. 1889)
- Charles Debeur, schermidore belga (Ixelles, n. 1906 - Ixelles, † 1981)
- Charles Delporte, schermidore belga (Ixelles, n. 1893 - Forest, † 1960)
- Charley Lion, schermidore francese (Parigi, n. 1906 - Parigi, † 1997)
- Charles Marty, schermidore francese (Firmi, n. 1865 - Saigon, † 1925)
- Charles Newton Robinson, schermidore britannico (Kensington, n. 1853 - Swanage, † 1913)
- Lee Shelley, ex schermidore statunitense (Beaumont, n. 1956)
- Charles Tatham, schermidore statunitense (New York, n. 1854 - New York, † 1939)

## Sciatori alpini(4)
- Charles Bozon, sciatore alpino e alpinista francese (Chamonix-Mont-Blanc, n. 1932 - Chamonix-Mont-Blanc, † 1964)
- Charles Christianson, ex sciatore alpino statunitense (n. 1984)
- Chuck Ferries, sciatore alpino, allenatore di sci alpino e dirigente sportivo statunitense (Houghton, n. 1939 - Ketchum, † 2025)
- Charles Gamel Seigneur, sciatore alpino francese (Aix-en-Provence, n. 2002)

## Scienziati(1)
- Charles Proteus Steinmetz, scienziato e matematico tedesco (Breslavia, n. 1865 - Schenectady, † 1923)

## Scrittori di fantascienza(3)
- Charles Leonard Harness, scrittore di fantascienza statunitense (Colorado City, n. 1915 - North Newton, † 2005)
- Charles Eric Maine, scrittore di fantascienza e sceneggiatore britannico (Liverpool, n. 1921 - Londra, † 1981)
- Charles Stross, autore di fantascienza britannico (Leeds, n. 1964)

## Scultori(13)
- Charles Auffret, scultore francese (Besançon, n. 1929 - Clichy, † 2001)
- Charles Cordier, scultore francese (Cambrai, n. 1827 - Algeri, † 1905)
- Antoine Coysevox, scultore francese (Lione, n. 1640 - Parigi, † 1720)
- Charles Cressent, scultore e ebanista francese (Amiens, n. 1685 - Parigi, † 1768)
- Charles Despiau, scultore francese (Mont-de-Marsan, n. 1874 - † 1946)
- Charles Georges Ferville-Suan, scultore francese (Le Mans, n. 1847 - Le Mans, † 1925)
- Charles Gauthier, scultore francese (Chauvirey-le-Châtel, n. 1831 - Parigi, † 1891)
- Charles Henry Niehaus, scultore statunitense (Cincinnati, n. 1855 - Cliffside Park, † 1935)
- Charles Pêtre, scultore francese (Metz, n. 1828 - Bourges, † 1907)
- Charles Ray, scultore e pittore statunitense (Chicago, n. 1953)
- Charles Émile Seurre, scultore francese (Parigi, n. 1798 - Parigi, † 1858)
- Charles Summers, scultore inglese (Ilchester, n. 1825 - Parigi, † 1878)
- Charles Umlauf, scultore statunitense (South Haven, n. 1911 - Austin, † 1994)

## Semiologi(1)
- Charles W. Morris, semiologo e filosofo statunitense (Denver, n. 1901 - Gainesville, † 1979)

## Sindacalisti(3)
- Charles Hayes, sindacalista e politico statunitense (Cairo, n. 1918 - † 1997)
- Louis Mercier-Vega, sindacalista, giornalista e anarchico belga (Bruxelles, n. 1914 - Collioure, † 1977)
- Charles O'Brien, sindacalista statunitense (Kansas City, n. 1933 - † 2020)

## Skater(1)
- Bucky Lasek, skater statunitense (Baltimora, n. 1972)

## Snowboarder(1)
- Chas Guldemond, snowboarder statunitense (n. 1987)

## Sociologi(5)
- Charles Booth, sociologo britannico (Liverpool, n. 1840 - Leicester, † 1916)
- Charles Horton Cooley, sociologo statunitense (Ann Arbor, n. 1864 - † 1929)
- Charles Perrow, sociologo statunitense (Tacoma, n. 1925 - Hamden, † 2019)
- Charles Tilly, sociologo, politologo e storico statunitense (Chicago, n. 1929 - † 2008)
- Charles Wright Mills, sociologo statunitense (Waco, n. 1916 - West Nyack, † 1962)

## Sollevatori(2)
- Charles Rigoulot, sollevatore francese (Le Vésinet, n. 1903 - Parigi, † 1962)
- Charles Vinci, sollevatore statunitense (Cleveland, n. 1933 - Elyria, † 2018)

## Sovrani(2)
- Charles Brooke, sovrano indonesiano (Burnham-on-Sea, n. 1829 - Cirencester, † 1917)
- Charles Vyner Brooke, sovrano indonesiano (Greenwich, n. 1874 - Londra, † 1963)

## Stilisti(2)
- Charles James, stilista britannico (Camberley, n. 1906 - New York, † 1978)
- Charles Frederick Worth, stilista britannico (Bourne, n. 1825 - † 1895)

## Storici(22)
- Charles Kendall Adams, storico statunitense (Derby, n. 1835 - Redlands, † 1902)
- Charles Austin Beard, storico, scrittore e sociologo statunitense (Knightstown, n. 1874 - New Haven, † 1948)
- Charles de La Roncière, storico, scrittore e bibliotecario francese (Nantes, n. 1870 - Gourin, † 1941)
- Charles du Fresne, sieur du Cange, storico, linguista e filologo francese (Amiens, n. 1610 - Parigi, † 1688)
- Charles Freeman, storico e scrittore britannico (n. 1947)
- Charles Gibson, storico e etnologo statunitense (Buffalo, n. 1920 - Keeseville, † 1985)
- Charles Guignebert, storico francese (Villeneuve-Saint-Georges, n. 1867 - † 1939)
- Charles Hapgood, storico statunitense (New York, n. 1904 - Greenfield, † 1982)
- Charles Homer Haskins, storico statunitense (Meadville, n. 1870 - Cambridge, nel Massachusetts, † 1937)
- Charles de Lacretelle, storico francese (Metz, n. 1766 - Mâcon, † 1855)
- Charles S. Maier, storico statunitense (New York, n. 1939)
- Charles Howard McIlwain, storico statunitense (Saltsburg, n. 1871 - † 1968)
- Charles McLean Andrews, storico statunitense (Wethersfield, n. 1863 - New Haven, † 1943)
- Charles Mills, storico inglese (Greenwich, n. 1788 - Southampton, † 1826)
- Charles Oman, storico e numismatico britannico (n. 1860 - † 1946)
- Léon Renier, storico, bibliotecario e epigrafista francese (Charleville, n. 1809 - Parigi, † 1885)
- Charles Rollin, storico francese (Parigi, n. 1661 - Parigi, † 1741)
- Paul Sabatier, storico francese (Saint-Michel-de-Chabrillanoux, n. 1858 - Strasburgo, † 1928)
- Charles Saint-Prot, storico francese (n. 1951)
- Charles Seltman, storico, numismatico e archeologo britannico (Paddington, n. 1886 - Cambridge, † 1957)
- Charles Sanford Terry, storico e musicologo inglese (Newport Pagnell, n. 1864 - Aberdeen, † 1936)
- Charles Warren, storico statunitense (Boston, n. 1868 - Washington, † 1954)

## Storici dell'arte(2)
- Charles Sterling, storico dell'arte polacco (Varsavia, n. 1901 - Parigi, † 1991)
- Charles de Tolnay, storico dell'arte ungherese (Budapest, n. 1899 - Firenze, † 1981)

## Storici delle religioni(1)
- Charles Malamoud, storico delle religioni, orientalista e indologo francese (Chișinău, n. 1929)

## Stuntman(1)
- Chad Stahelski, stuntman, attore e regista statunitense (Palmer, n. 1968)

## Tastieristi(2)
- Charles Giordano, tastierista e fisarmonicista statunitense (New York, n. 1954)
- Chuck Leavell, tastierista statunitense (Birmingham, n. 1952)

## Tennisti(21)
- Charles David Barry, tennista e crickettista irlandese (Dublino, n. 1859 - Nizza, † 1928)
- Charles Beckman, ex tennista statunitense (Louisville, n. 1965)
- Charles Cox, ex tennista statunitense (Atlanta, n. 1960)
- Charles Cresson, tennista statunitense (San Antonio, n. 1874 - San Antonio, † 1949)
- Charles Dixon, tennista britannico (Grantham, n. 1873 - Londra, † 1939)
- Charles Donohoe, tennista australiano (n. 1905)
- Charles Fancutt, ex tennista australiano (Brisbane, n. 1959)
- Chuck Garland, tennista statunitense (Pittsburgh, n. 1898 - Baltimora, † 1971)
- Charles Grinstead, tennista britannico (Teignmouth, n. 1860 - Nikenbah, † 1930)
- Charles Hare, tennista e giudice di tennis britannico (Birmingham, n. 1915 - Salisbury, † 1996)
- Charles Harris, tennista statunitense (n. 1914 - † 1993)
- Charles Gilbert Heathcote, tennista britannico (Conington, n. 1841 - Kilmeston, † 1913)
- Chuck McKinley, tennista statunitense (Saint Louis, n. 1941 - Dallas, † 1986)
- Charles Owens, ex tennista statunitense (Tuscaloosa, n. 1950)
- Charles Pasarell, ex tennista portoricano (Santurce, n. 1944)
- Charles Hoadley Ashe Ross, tennista britannico (Bath, n. 1852 - Hove, † 1911)
- Charles Strode, ex tennista statunitense (El Cajon, n. 1957)
- Charles Tatham, tennista britannico (Ryburgh, n. 1864 - Londra, † 1925)
- Raymond Tuckey, tennista britannico (Godalming, n. 1910 - Godalming, † 2005)
- Charles Voight, tennista statunitense (San Jose, n. 1869 - Londra, † 1929)
- Charles Winslow, tennista sudafricano (Leamington, n. 1888 - Johannesburg, † 1963)

## Tenori(4)
- Charles Bressler, tenore statunitense (Kingston, n. 1926 - New York City, † 1996)
- Charles Anthony Caruso, tenore statunitense (New Orleans, n. 1929 - Tampa, † 2012)
- Charles Castronovo, tenore statunitense (New York, n. 1975)
- Charles Kullman, tenore e insegnante statunitense (New Haven, n. 1903 - New Haven, † 1983)

## Teologi(3)
- Charles René Billuart, teologo francese (Revin, n. 1685 - Douai, † 1757)
- Charles Herle, teologo e religioso inglese (Lostwithiel, n. 1598 - † 1659)
- Charles Wagner, teologo francese (Vibersviller, n. 1852 - † 1918)

## Tiratori a segno(2)
- Charles Paumier du Verger, tiratore a segno belga (Schaerbeek, n. 1874)
- Charles des Jamonières, tiratore a segno francese (Le Cellier, n. 1902 - Saint-Herblain, † 1970)

## Tiratori a volo(1)
- Édouard Geynet, tiratore a volo francese (Fontainebleau, n. 1867 - Parigi, † 1916)

## Tiratori di fune(6)
- Charles Dieges, tiratore di fune statunitense (New York, n. 1865 - Queens, † 1953)
- Charles Haberkorn, tiratore di fune e lottatore statunitense (Württemberg, n. 1880 - St. Louis, † 1966)
- Chuck Rose, tiratore di fune statunitense (Saint Louis, n. 1873 - Saint Louis, † 1957)
- Charles Thias, tiratore di fune statunitense (n. 1879 - San Francisco, † 1922)
- Charles Van den Broeck, tiratore di fune belga
- Charles Winckler, tiratore di fune danese (Frederiksberg, n. 1867 - Frederiksberg, † 1932)

## Triplisti(2)
- Charles Friedek, ex triplista tedesco (Gießen, n. 1971)
- Charles Simpkins, ex triplista statunitense (Aiken, n. 1963)

## Trombettisti(1)
- Charlie Margulis, trombettista statunitense (Minneapolis, n. 1903 - Little Falls, † 1967)

## Trombonisti(1)
- Charles Vernon, trombonista e insegnante statunitense (Asheville, n. 1948)

## Truffatori(1)
- Charles Ponzi, truffatore italiano (Lugo, n. 1882 - Rio de Janeiro, † 1949)

## Tuffatori(1)
- Charles Pyrah, tuffatore statunitense (Dewsbury, n. 1870 - Llanerch, † 1925)

## Umoristi(1)
- Charles Farrar Browne, umorista statunitense (Waterford, n. 1834 - Southampton, † 1867)

## Velisti(7)
- Ben Ainslie, velista inglese (Macclesfield, n. 1977)
- Charles Arentz, velista norvegese (n. 1878 - † 1968)
- Charles Campbell, velista britannico (n. 1881 - † 1948)
- Charles Currey, velista britannico (n. 1916 - † 2010)
- Charles Guiraist, velista francese
- William Martin, velista francese (Rouen, n. 1828 - Parigi, † 1905)
- Charlie McKee, ex velista statunitense (n. 1962)

## Velocisti(14)
- Charles Asati, ex velocista keniota (Kisii, n. 1946)
- Charles Borah, velocista statunitense (n. 1905 - Phoenix, † 1980)
- Charles Burroughs, velocista statunitense (Contea di Washington, n. 1876 - Parigi, † 1902)
- Charles Eugster, velocista britannico (Londra, n. 1919 - Londra, † 2017)
- Charles Gmelin, velocista britannico (Krishnanagar, n. 1872 - Oxford, † 1950)
- Charles Greene, velocista statunitense (Pine Bluff, n. 1945 - Lincoln, † 2022)
- Archie Hahn, velocista statunitense (Dodgeville, n. 1880 - Charlottesville, † 1955)
- Charlie Jenkins, ex velocista statunitense (New York, n. 1934)
- Chip Jenkins, ex velocista statunitense (New York, n. 1964)
- Charles Lelong, velocista francese (Aunay-sur-Odon, n. 1891 - Lannion, † 1970)
- Charley Paddock, velocista statunitense (Gainesville, n. 1900 - Sitka, † 1943)
- Charles Poulenard, velocista francese (Sens, n. 1885 - Parigi, † 1958)
- Charles Reidpath, velocista statunitense (Buffalo, n. 1889 - Kenmore, † 1975)
- Charles Silmon, velocista statunitense (Waco, n. 1991)

## Vescovi anglicani(1)
- Charles Ellicott, vescovo anglicano e teologo britannico (Whitwell, n. 1819 - Birchington-on-Sea, † 1905)

## Vescovi cattolici(14)
- Charles Allieu Matthew Campbell, vescovo cattolico sierraleonese (Njala, n. 1961)
- Charles Caruana, vescovo cattolico gibilterriano (Gibilterra, n. 1932 - Gibilterra, † 2010)
- Charles Edward Drennan, vescovo cattolico neozelandese (Christchurch, n. 1960)
- Charles de Forbin-Janson, vescovo cattolico francese (Parigi, n. 1785 - Marsiglia, † 1844)
- Charles Herman Helmsing, vescovo cattolico statunitense (Shrewsbury, n. 1908 - † 1993)
- Charles Joseph Sampa Kasonde, vescovo cattolico zambiano (Kalulushi, n. 1968)
- Charles Joseph Lemaire, vescovo cattolico e missionario francese (Bertry, n. 1900 - Hong Kong, † 1995)
- Charles Morerod, vescovo cattolico svizzero (Riaz, n. 1961)
- Charles Phillip Richard Moth, vescovo cattolico britannico (Chingola, n. 1958)
- Charles Nicolas d'Oultremont, vescovo cattolico tedesco (Saint-Georges-sur-Meuse, n. 1716 - Saint-Georges-sur-Meuse, † 1771)
- Charles du Plessis d'Argentré, vescovo cattolico francese (castello di Le Plessis, n. 1673 - Tulle, † 1740)
- Charles Walmesley, vescovo cattolico britannico (Standish, n. 1722 - Bath, † 1797)
- Charles Daniel White, vescovo cattolico statunitense (Grand Rapids, n. 1879 - Spokane, † 1955)
- Charles de La Font de Savine, vescovo cattolico francese (Embrun, n. 1742 - Embrun, † 1814)

## Vescovi vetero-cattolici(1)
- Charles Webster Leadbeater, vescovo vetero-cattolico e teosofo britannico (Stockport, n. 1854 - Perth, † 1934)

## Viaggiatori(1)
- Charles Tilstone Beke, viaggiatore e geografo britannico (Stepney, n. 1800 - Bromley, † 1874)

## Violinisti(3)
- Charles Auguste de Bériot, violinista e compositore belga (Lovanio, n. 1802 - Bruxelles, † 1870)
- Charles Flavell Hayward, violinista, direttore d'orchestra e compositore inglese (Wolverhampton, n. 1863 - Adelaide, † 1906)
- Charles Philippe Lafont, violinista e compositore francese (Parigi, n. 1781 - † 1839)

## Virologi(1)
- Charles M. Rice, virologo statunitense (Sacramento, n. 1952)

## Wrestler(10)
- Chad Gable, wrestler e ex lottatore statunitense (St. Michael, n. 1986)
- The Godfather, ex wrestler statunitense (Las Vegas, n. 1961)
- Charlie Haas, wrestler statunitense (Edmond, n. 1972)
- Gino Hernandez, wrestler statunitense (Highland Park, n. 1957 - Highland Park, † 1986)
- Konnan, ex wrestler cubano (Santiago di Cuba, n. 1964)
- Tony Mamaluke, ex wrestler statunitense (Brooklyn, n. 1977)
- Chuck Palumbo, ex wrestler e personaggio televisivo statunitense (West Warwick, n. 1971)
- 2 Cold Scorpio, wrestler statunitense (Denver, n. 1965)
- Professor Tanaka, wrestler, attore e pugile statunitense (Honolulu, n. 1930 - Lake Forest, † 2000)
- Mosh, wrestler statunitense (Cherry Hill, n. 1971)

## Youtuber(1)
- Angry Grandpa, youtuber statunitense (Contea di Chatham, n. 1950 - Summerville, † 2017)

## Zoologi(7)
- Charles Walter De Vis, zoologo e ornitologo inglese (Birmingham, n. 1829 - Brisbane, † 1915)
- Charles Dumont de Sainte Croix, zoologo francese (Oisemont, n. 1758 - † 1830)
- Charles Immanuel Forsyth Major, zoologo e paleontologo svizzero (Glasgow, n. 1843 - Monaco di Baviera, † 1923)
- Charles Hose, zoologo, etnologo e diplomatico britannico (n. 1863 - † 1929)
- Charles Cleveland Nutting, zoologo statunitense (n. 1858 - † 1927)
- Charles Henry O'Donoghue, zoologo britannico (Bedfordshire, n. 1885 - Reading, † 1961)
- Charles Haskins Townsend, zoologo statunitense (Parnassus, n. 1859 - † 1944)

## Senza attività specificata(13)
- Charles K. Bliss, ingegnere chimico e semiologo ucraino (Černivci, n. 1897 - Randwick, † 1985)
- Charles Bowles, pistolero statunitense (Norfolk, n. 1829 - † 1888)
- Fratelli Chiodo, effettista e regista statunitense (New York, n. 1952)
- Pony Diehl, pistolero statunitense (n. 1848 - † 1888)
- Charles Gibson, effettista statunitense
- Charles Green, britannico (Londra, n. 1785 - Londra, † 1870)
- Charles Ingalls, statunitense (New York, n. 1836 - Contea di Kingsbury, † 1902)
- Charles Jude, ex ballerino, direttore artistico e coreografo francese (Mỹ Tho, n. 1953)
- Charles de Louviers, francese († 1583)
- Charles Moisson, francese (n. 1864 - † 1943)
- Charles Richards, ex pentatleta statunitense (Tacoma, n. 1945)
- Charles Robinson, statunitense (Mooresville, n. 1964)
- Charles Stuart, conte britannico (n. 1555 - † 1576)